# Maison au grand péristyle de Vieux-la-Romaine
Vous lisez un « article de qualité » labellisé en 2020.
La Maison au grand péristyle ou de manière erronée Villa au grand péristyle, aussi appelée domus du bas de Vieux, est une domus gallo-romaine du site archéologique de Vieux-la-Romaine, l'antique Aregenua, située à environ 15 km au sud de Caen.
La cité est créée au Ier siècle et connaît son apogée aux IIe et IIIe siècles. Touchée par les invasions du IIIe siècle, la cité n'est pas pourvue d'une enceinte et ne devient pas le siège d'un évêché. Le territoire des Viducasses, dont Aregenua est la capitale, est absorbé par la cité de Bayeux de manière attestée au début du Ve siècle et la cité cesse d'exister comme centre urbain, même si le site reste occupé de façon continue. La maison du bas de Vieux est un édifice particulier dont l'apogée est daté des IIe siècle et IIIe siècle.
Du fait de la ruralisation de la cité à partir du Ve siècle, les vestiges de l'ancienne cité sont accessibles à la recherche et font l'objet de fouilles précoces à partir de la fin du XVIIe siècle. Le site de la maison est plus systématiquement fouillé au XIXe siècle puis surtout à la fin des années 1980. La fouille exhaustive a également permis de retracer l'histoire de l'insula sur laquelle elle est située, du Ier  au  Ve siècle apr. J.-C. L'ampleur des découvertes est à l'origine du projet d'ouverture d'un musée de site, le musée archéologique de Vieux-la-Romaine, inauguré en 2002. Les enduits ont été réétudiés en 2010.
Par ses proportions et l'état de conservation de ses éléments de décor, dont un ensemble de colonnes sculptées, la Maison au grand péristyle est unique au nord de la Loire. Édifice non exceptionnel tant dans sa taille que dans son décor, il est cependant un archétype, un « cas sans doute banal » selon Vipard, de ce genre de maison appartenant aux élites désireuses de jouer un rôle social et politique, au-delà du rôle d'habitat individuel. La maison témoigne donc à la fois de la diffusion des modèles architecturaux méditerranéens dans les élites gauloises, du processus de romanisation et du rôle de ces édifices dans la vie sociale.

## Localisation

Plan simplifié dAregenua.

Carte des cités au Haut-Empire romain

La commune de Vieux-la-Romaine se situe à 10 km environ au sud-ouest de Caen et occupe le site de la ville antique d'Aregenua, centre urbain du peuple gaulois des Viducasses qui s'étendait sur une surface de 2 300 km2.
La Maison au grand péristyle, dont la façade est reliée au cardo, se situe sur le coteau de la Guigne dans le quartier des thermes, un quartier dense disposant d'un « système de rues à galerie de façade » et d'un réseau de voies constitué au IIe siècle.

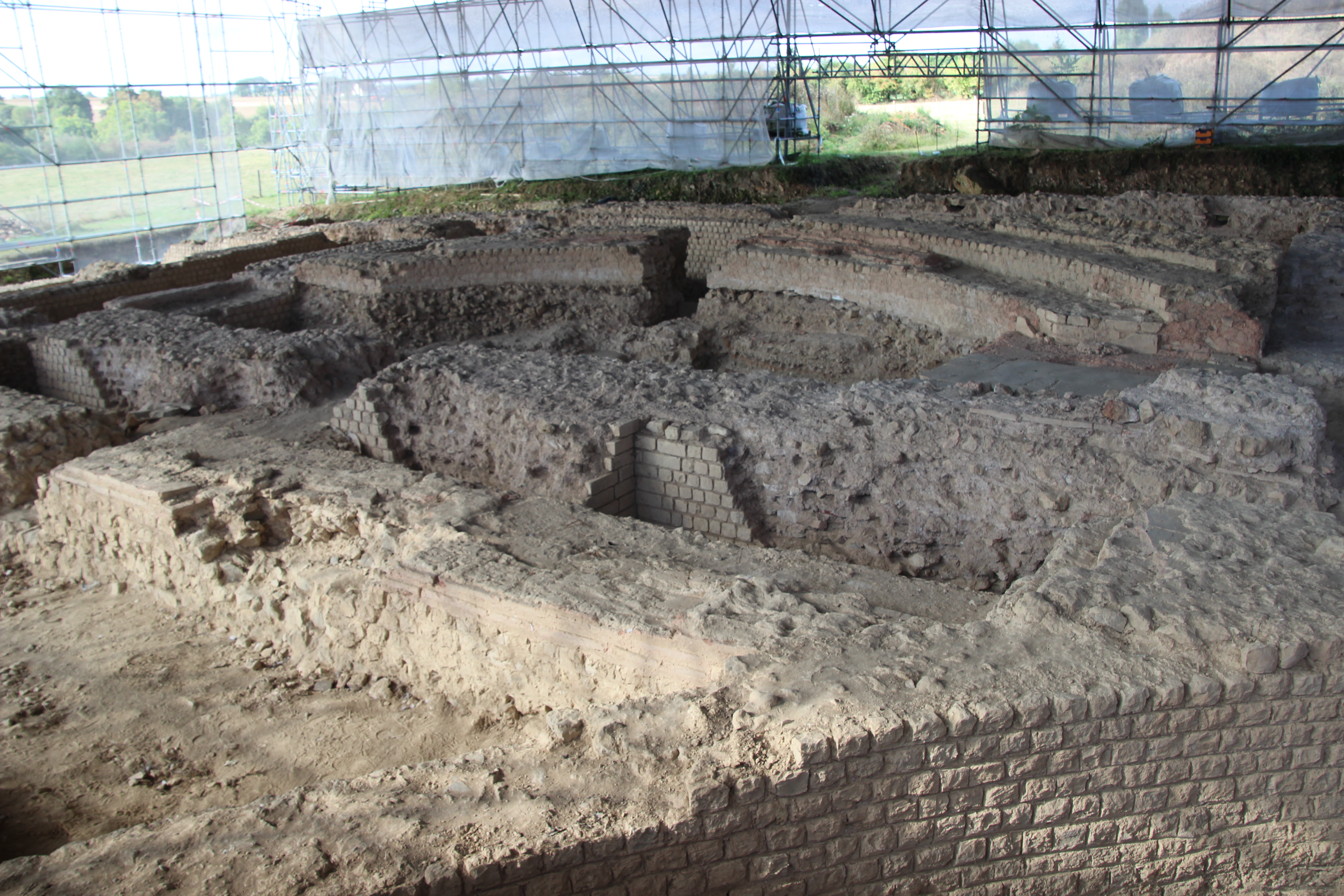
Vestiges du forum de Vieux présentés lors des Journées européennes du patrimoine de 2016.

À proximité de l'édifice ont été retrouvées des bornes chasse-roues qui laissent supposer qu'une fontaine était présente. À environ 40 m au sud-ouest se trouve un second édifice thermal, fouillé aux XVIIIe et XIXe siècles. Cet édifice d'environ 90 m sur 50 m, disposant d'une probable bipartition entre hommes et femmes, a été offert à la ville par deux évergètes gallo-romains du nom de Sollemninus et de Titus Sennius Sollemnis à la fin du IIe siècle ou au début du IIIe siècle selon l'inscription honorifique gravée sur le piédestal appelé marbre de Thorigny.
Dans le voisinage immédiat de la maison se trouvent à l'est des insulae construites en bois et en torchis ainsi qu'une domus de taille modeste sur son côté nord et une seconde située à proximité de boutiques, et au nord des thermes datés du milieu du IIe siècle et fouillés au XIXe siècle. Non loin de là se situe également le forum de la cité, qui a fait l'objet de fouilles au XIXe siècle et également à la fin du XXe siècle et au début du XXIe siècle.
Le mur de façade de la Maison au grand péristyle est visible au nord-ouest du site. Les archéologues, n'ayant pas découvert d'autres vestiges au sud de la maison, en déduisent qu'elle correspond à la limite de la cité antique,.

## Histoire

### Histoire de la cité

Carte des cités au Bas-Empire

La cité d'Aregenua, siège de la tribu des Viducasses, est fondée au Ier siècle et connaît son apogée aux IIe et IIIe siècles sous la dynastie des Sévères.
Au cours des troubles qui affectent l'Empire romain au IIIe siècle, la ville est durement touchée mais n'est pas dotée d'une enceinte contrairement à d'autres cités voisines comme Lisieux, Bayeux ou encore Évreux. Si le site continue d'être habité, il perd toutefois de son importance au profit de Bayeux qui devient le siège d'un évêché. À la fin du IIIe siècle et au début du IVe siècle, le déclin amorcé devient encore plus net : la ville fusionne avec Bayeux au début du IVe siècle puis disparaît administrativement avant l'an 400. Une grande partie de la population quitte alors la ville.

### Histoire de l'édifice

#### Des origines à l'épanouissement

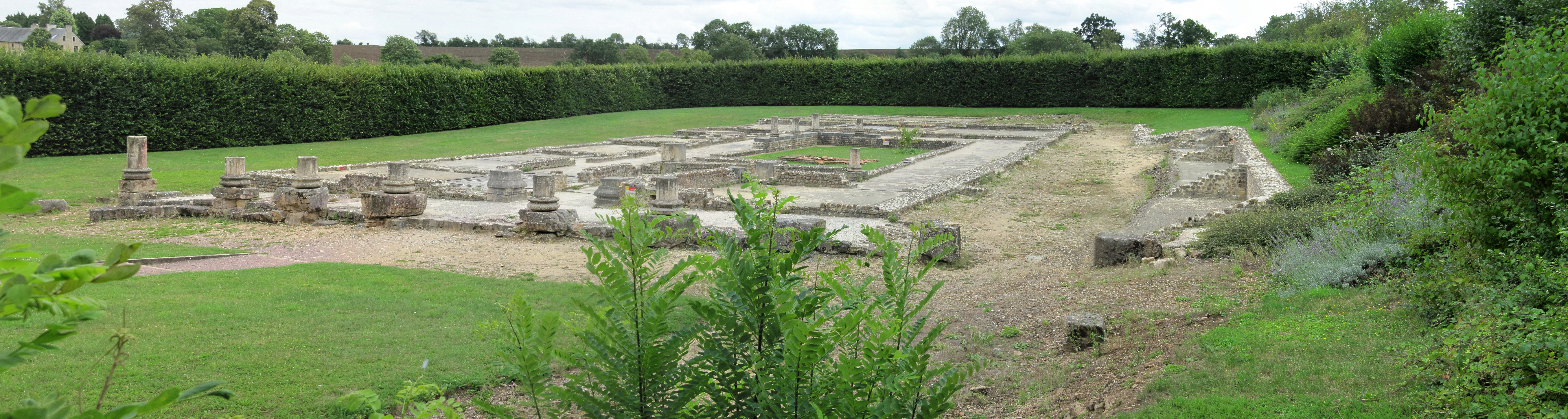
Vue générale de la maison.

Les fouilles ont mis en évidence l'histoire du quartier ; les archéologues ont pu démontrer que les matériaux de construction utilisés pour les maisons du secteur se sont améliorés et qu'un luxe croissant caractérise l'évolution de l'édifice.

##### Premières occupations dans le secteur

Maison double, base de ce qui deviendra la maison au grand péristyle.

Les premières occupations du site, datées des Ier et IIe siècles apr. J.-C., consistent en constructions légères en bois, torchis et sols en terre battue. Le secteur de la domus, comprenant des ateliers de bronziers ou de verriers, possédait probablement une vocation artisanale. Le quartier est quadrillé de voies à partir de 125-150 apr. J.-C.. C'est à cette période que l'utilisation de la pierre dans la construction se généralise à Aragenua,.
L'insula du milieu du IIe siècle est occupée par deux constructions, la maison orientale (de 751 m2) et la maison occidentale, qui sont davantage connues pour la réutilisation de certains de leurs éléments dans des constructions ultérieures. La maison occidentale est, quant à elle, en partie rasée.

##### Maison au petit péristyle

Plan de la maison au petit péristyle.

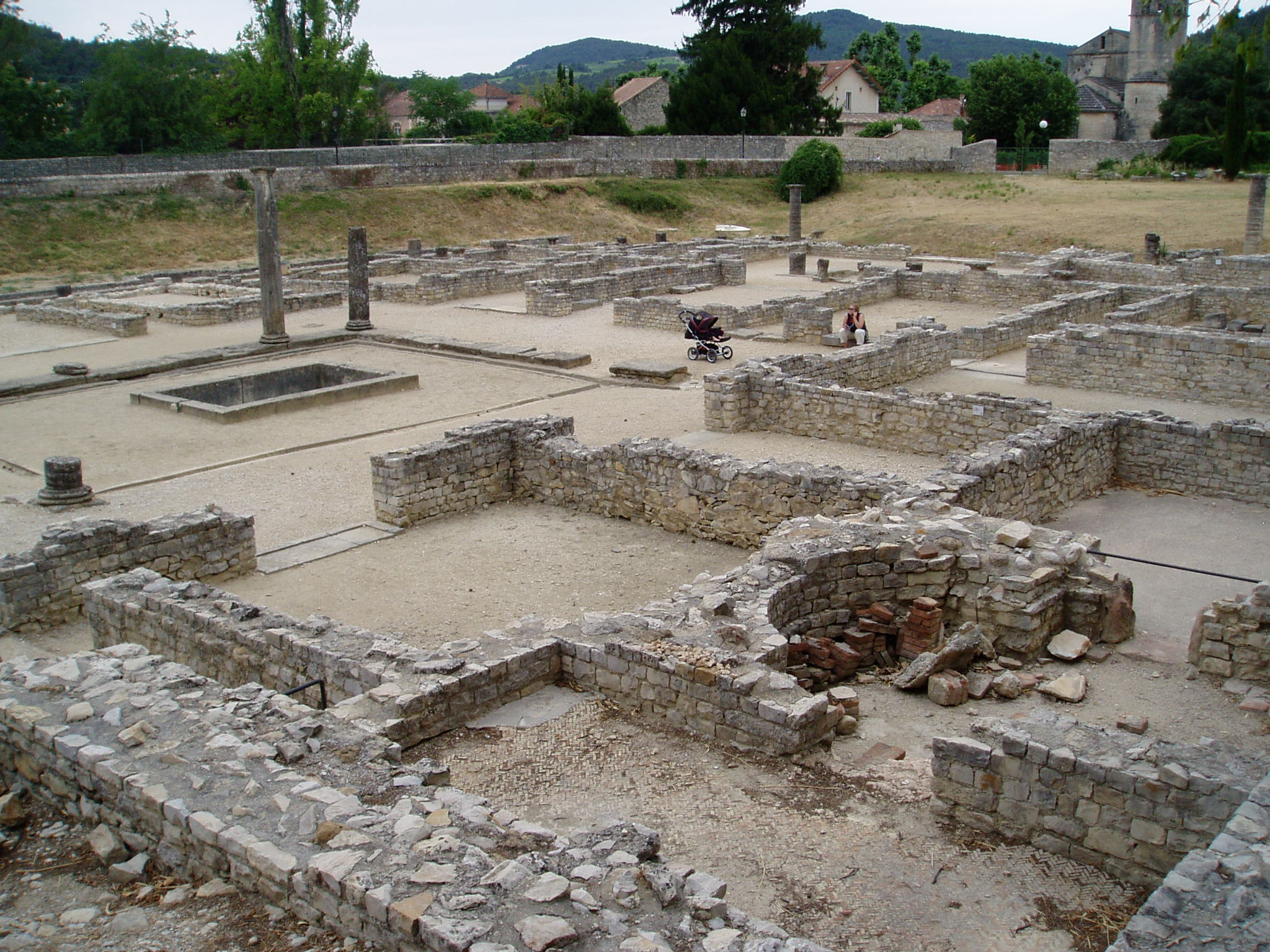
Vue générale de la maison au Dauphin de Vaison.

Les maisons du troisième quart du IIe siècle sont déjà des bâtiments de grande taille. L'un d'entre eux est détruit vers 170-180 apr. J.-C. afin de permettre l'extension d'un second bâtiment que les archéologues nomment Maison au petit péristyle du fait de la présence d'un péristyle de modestes dimensions.
Outre cette extension, des changements affectent tout l'édifice : une aile est adjointe à la maison, des pièces sont ajoutées côté sud et des restructurations ont lieu dans l'aile ouest. La maison obéit désormais à un plan rectangulaire gréco-italique classique d'environ 50 m sur 30 m. La superficie de l'édifice est augmentée par l'ajout d'un jardin, et il est pourvu dans le même temps d'un décor luxueux. La cour mesure 5,30 m sur 7,90 m avec un bassin en briques fermé par un portique large de 2,70 m et comptant dix colonnes d'un décor rare. La maison possède également un tablinum qui constitue un archaïsme pour l'époque, bien qu'une disposition similaire soit attestée dans la maison au Dauphin de Vasio.

##### Maison au grand péristyle
À la fin du IIe ou au début du IIIe siècle ont lieu des aménagements importants : un viridarium vient occuper la cour et le péristyle double de surface, justifiant ainsi l'appellation de Maison au grand péristyle. La maison est occupée jusqu'au dernier quart du IIIe siècle.

#### Déclin et destruction

##### Maison à la mosaïque en damier
La bâtisse subit un incendie au cours de la seconde moitié du IIIe siècle mais elle est réparée et reçoit le nom de Maison à la mosaïque en damier du fait de l'apparition de ce nouvel élément de décor. La qualité de vie baisse et des artisans, métallurgistes et bouchers, s'installent dans la maison. Le plan architectural ne change pas et les aménagements témoignent de la poursuite de l'occupation. Le système d'hypocauste ne semble toutefois plus utilisé, et une mosaïque est restaurée avec du mortier de tuileau, ce qui démontre l'incapacité des occupants à réparer l'œuvre en recourant à des artisans locaux. Le système d'alimentation en eau des bassins est hors service et une évacuation d'eau est créée pour pallier la défaillance d'une canalisation.

##### Destruction progressive

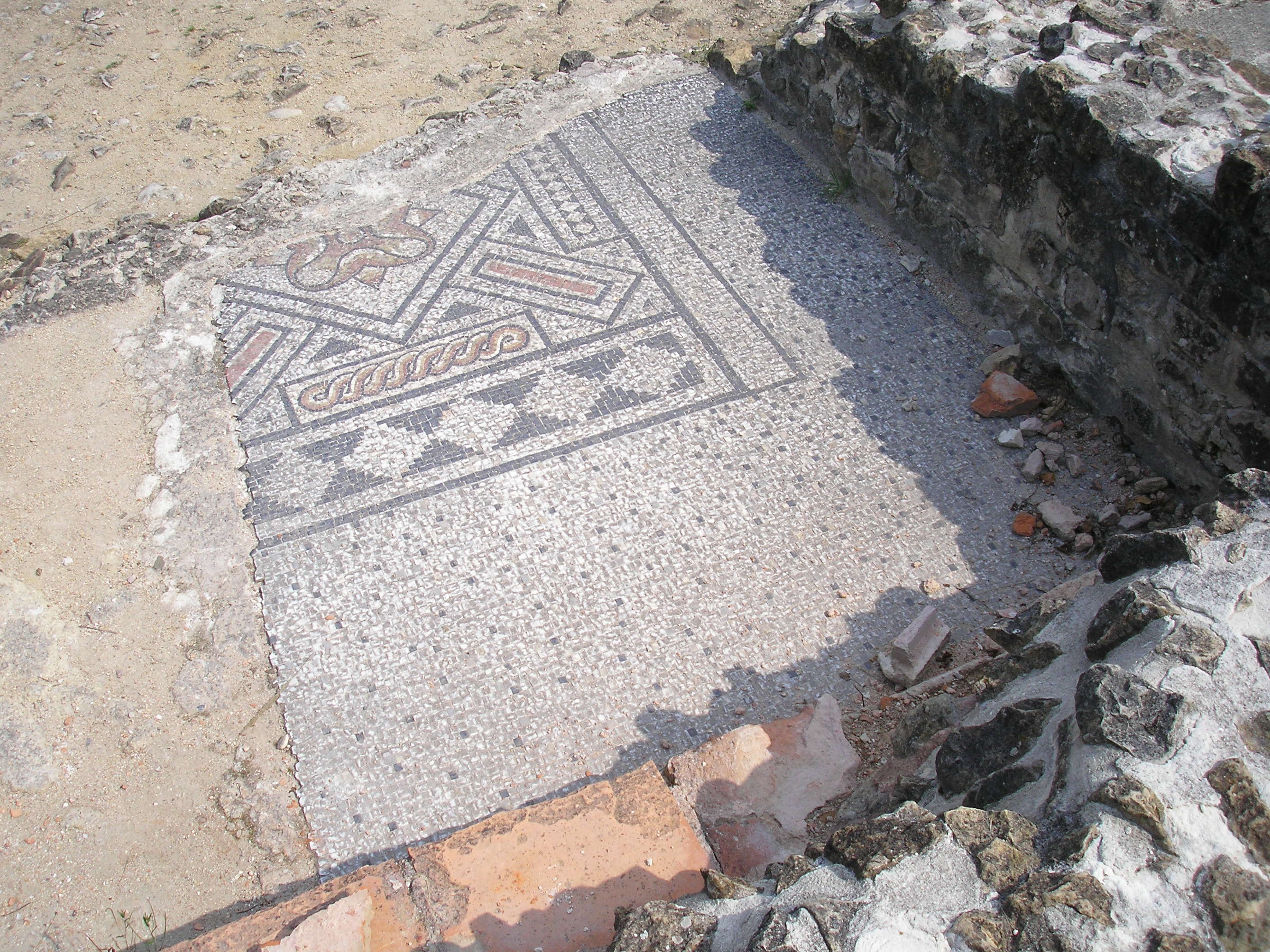
Mosaïque restituée in situ avec trace de la destruction pour passage du cardo.

Dans le premier tiers du IVe siècle, un nouvel incendie ruine l'édifice déjà quasiment abandonné et les récupérations de matériaux débutent. Le cardo perce les ruines vers 330-340, et provoque « des destructions considérables », en particulier dans l'aile ouest puisque ce percement détruit les trois quarts des salles qui la composent. L'occupation du site semble toutefois perdurer, comme en témoigne la découverte, dans une fosse remplie de déchets de boucherie, d'« un lot de 38 antoniniens, mais aussi [d’]une monnaie de Gratien frappée entre 368 et 375 », ainsi que celle, ailleurs sur le site, d'« une monnaie très usée de Flavius Arcadius, frappée entre 368 et 375 ».
La maison sert par la suite de ressource pour la récupération de matériaux de construction, de manière ponctuelle d'abord, puis à plus grande échelle entre 475 et 550, comme l'atteste la découverte sur le site d'une hache franque de 13,50 cm. Les récupérateurs de matériaux taillent en particulier les colonnes et acheminent de nombreux fragments dans des fours à chaux afin de procéder à « une récupération très poussée » des éléments récupérés, ne laissant que des éléments non réutilisables (torchis, enduits, petites pierres…) qui créent une couche de destruction, mais qui préservent paradoxalement certains fragments permettant de reconstituer aujourd'hui une partie du décor. La maison disparaît physiquement du paysage à cette période.
Beaucoup plus tard, sans doute au XVIIIe siècle, de la terre végétale est apportée pour mettre en culture la zone, qui gagne alors « une physionomie tout à fait rurale ».

## Redécouverte

### Fouilles

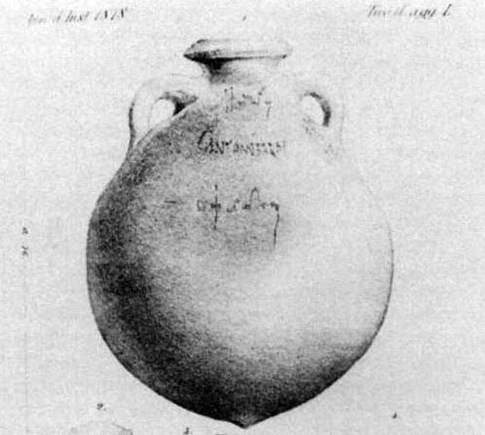
Gravure d'une amphore de type Dressel 20.

Les fouilles débutent à Vieux dès 1697, soit près d'un demi-siècle avant celles de Pompéi et plus d'un siècle après la découverte du marbre de Thorigny.
En 1812, une partie de la zone méridionale de la maison est explorée par le propriétaire, qui découvre une mosaïque. La société des antiquaires de Normandie procède à une nouvelle fouille en 1826, mais seul un fragment de mosaïque est retrouvé. Les autres fouilles menées à Vieux au XIXe siècle ne concernent pas l'édifice.

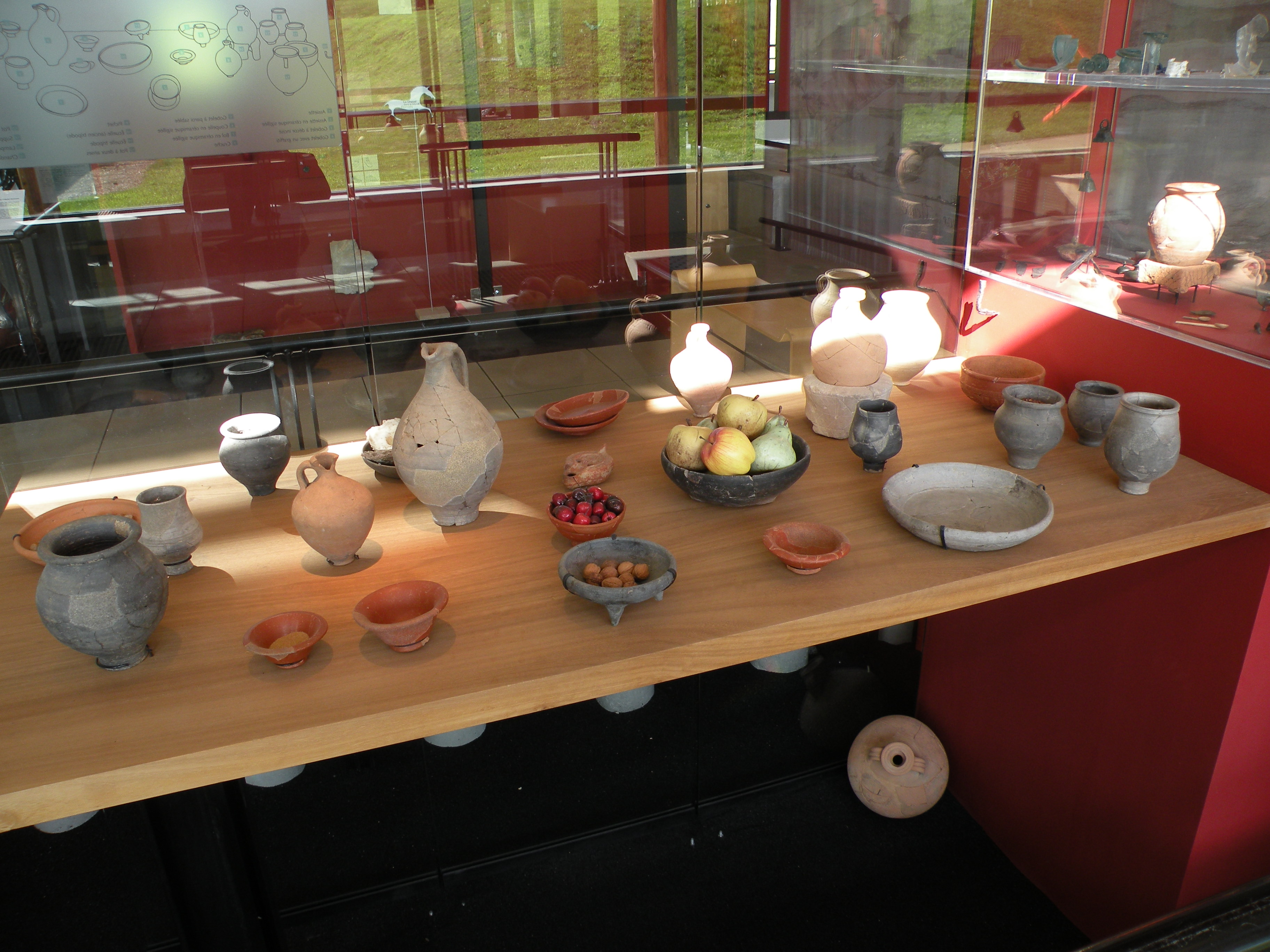
Présentation d'une table d'époque romaine au musée archéologique de Vieux-la-Romaine.

À partir de 1988, le Conseil général du Calvados lance un programme de fouilles dans la commune en axant prioritairement ses recherches sur l'habitat. La maison est alors fouillée par Pascal Vipard entre 1988 et 1991. Celui-ci parvient à mener efficacement ses travaux du fait de l'absence de toute construction au-dessus du site antique, réalisant ainsi les fouilles les plus importantes menées à Vieux depuis 1864. La maison au grand péristyle constitue d'ailleurs le sujet de thèse de doctorat de Pascal Vipard, soutenue en 1996 à Paris IV sous la direction de François Hinard : « Une domus du quartier des thermes d'Aregenua (Vieux, Calvados). Contribution à l'histoire de l'habitat urbain en Gaule romaine ».
L'étude du site permet de suivre l'évolution de la maison de sa construction à sa destruction et de mettre en évidence six périodes. Outre la découverte de  677 pièces de monnaie (mais dont aucune n'est comprise entre les règnes de Commode et Gallien), celle de 770 kg de céramiques réparties en 140 800 tessons prouve l'intégration de la cité aux voies commerciales du Haut-Empire. Les tessons de céramiques communes proviennent ainsi essentiellement de l'actuelle Sarthe, de la Picardie et du Dorset, tandis que les céramiques plus luxueuses ont pour origine le centre de la Gaule. Les restes d'amphores correspondent principalement au type Dressel 20, destiné au transport d'huile de Bétique, de vin de Gaule narbonnaise ou plus rarement d'Asie mineure, « denrée très coûteuse ». Le site livre également 3 576 tessons de verre ainsi que la statue dite Tutela de Vieux-la-Romaine en août 1988.

### Restauration et ouverture au public, nouvelles études du matériel archéologique

Plan moderne de l'ensemble du site de Vieux-la-Romaine.

Dès sa découverte, la maison apparaît comme le seul édifice d'époque romaine visitable en Basse-Normandie et la seule maison à péristyle conservée dans le nord de la France.
Après avoir été aménagée à l'initiative du Conseil général du Calvados à partir du mois de septembre 1992, la maison fait l'objet d'une présentation au public à partir de juillet 1993,. Les choix de restauration sont à mi-chemin entre sauvegarde du site et visées pédagogiques, comme à Saint-Romain-en-Gal ou à Jublains. Les élévations n'ont pas été restituées, mais un hypocauste est remis en place ainsi que des copies d'éléments de décor certains. La construction présentée au public est celle de la maison au grand péristyle de la fin du IIe siècle - début du IIIe siècle, à l'exception du maintien de la percée dans la construction du IVe siècle.
Toutefois, la restauration a nécessité des choix qui ont pu être infirmés par des études ultérieures. La partie sud en particulier n'a été étudiée qu'après la mise en valeur du site, ce qui a entraîné une restitution à certains égards non conforme à la réalité. Les enduits peints, étudiés partiellement au début des années 1990, ont été réétudiés en 2010 : cette nouvelle analyse, qui a permis de relever des incohérences dans les restitutions proposées jusqu'alors, a soulevé des questions déontologiques sur l'étude de vestiges non traités « en une seule étude », ainsi que le problème de la réversibilité des restaurations effectuées.

## Description de l'édifice à son apogée

### Architecture

#### Organisation générale

Plan de la maison à son apogée monumental.

La maison s’étend sur une surface de 1 250-1 500 m2, d'après un plan gréco-italique de 50,80 m sur 30,80 m dont un espace clos de 1 421 m2. Sa superficie la classe « parmi les plus grandes demeures de Gaule ». Le rez-de-chaussée comporte 14 pièces et 5 couloirs, et l'étage n'est pas connu mais estimé par les archéologues à 572 m2. L'édifice comporte en outre une galerie de façade. La maison, localisée dans le centre-ville, était importante et visible sur trois côtés au moins. L'ampleur des destructions rend toutefois difficile de déterminer les fonctions des différentes pièces résidentielles.
Les fondations de l'édifice, d'une profondeur allant jusqu'à deux mètres, sont puissantes et constituées de blocs de grès. Les murs sont en opus vittatum ou en petit appareil de calcaire local, mais certains comportent des rangs de briques. Parmi les matériaux utilisés, la pierre de Caen et le travertin ont été identifiés et comportent des traces d'outils. La maison a été bâtie avec des matériaux locaux et à l'aide d'une main d’œuvre locale, ce qui a pu minorer le coût de la construction, même si la fortune du propriétaire devait être importante (l'achat de l'emplacement, souvent construit, représentait une part non négligeable de l'opération).

#### Organisation du rez-de-chaussée

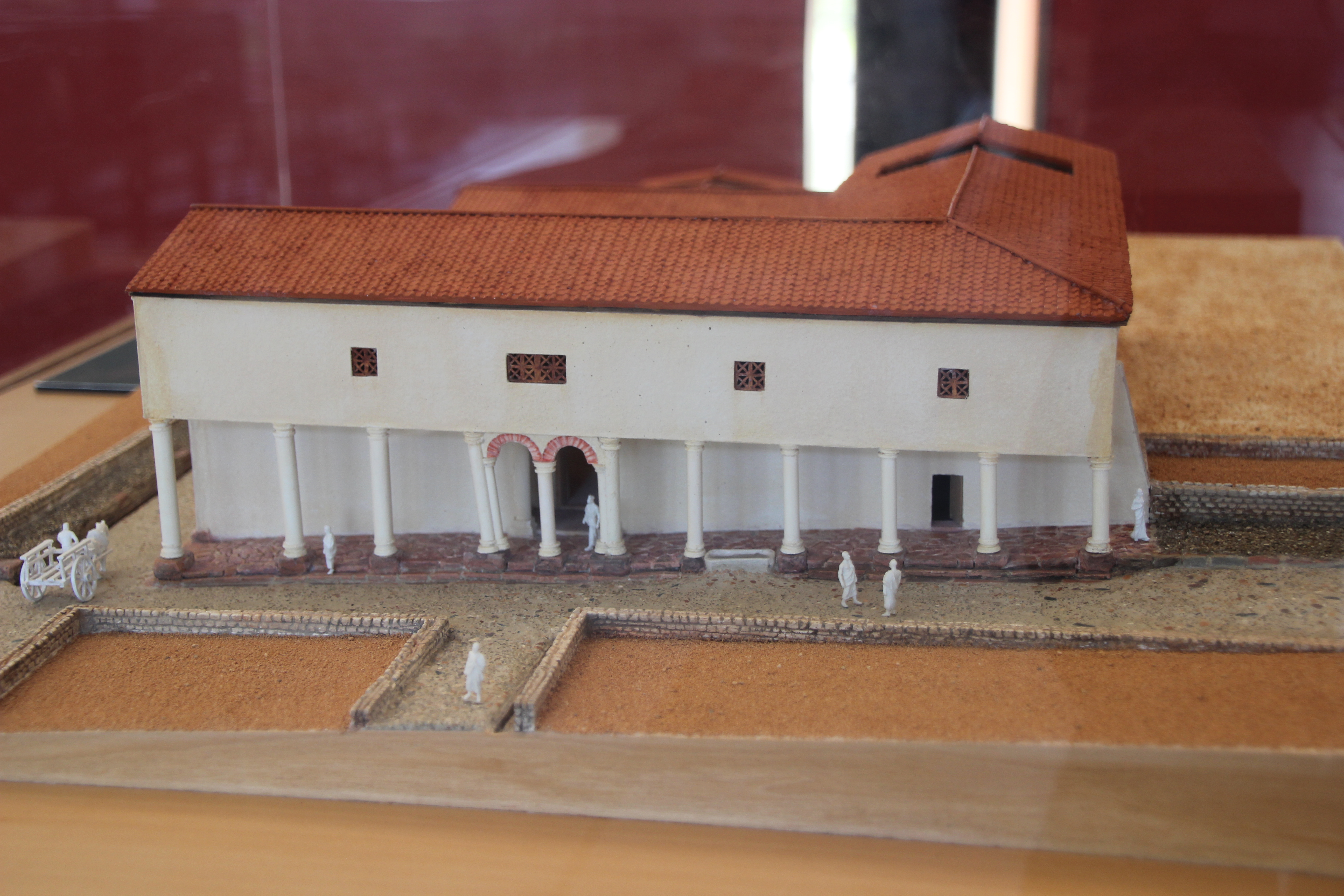
Maquette de la colonnade et de la galerie de façade, vue du nord.

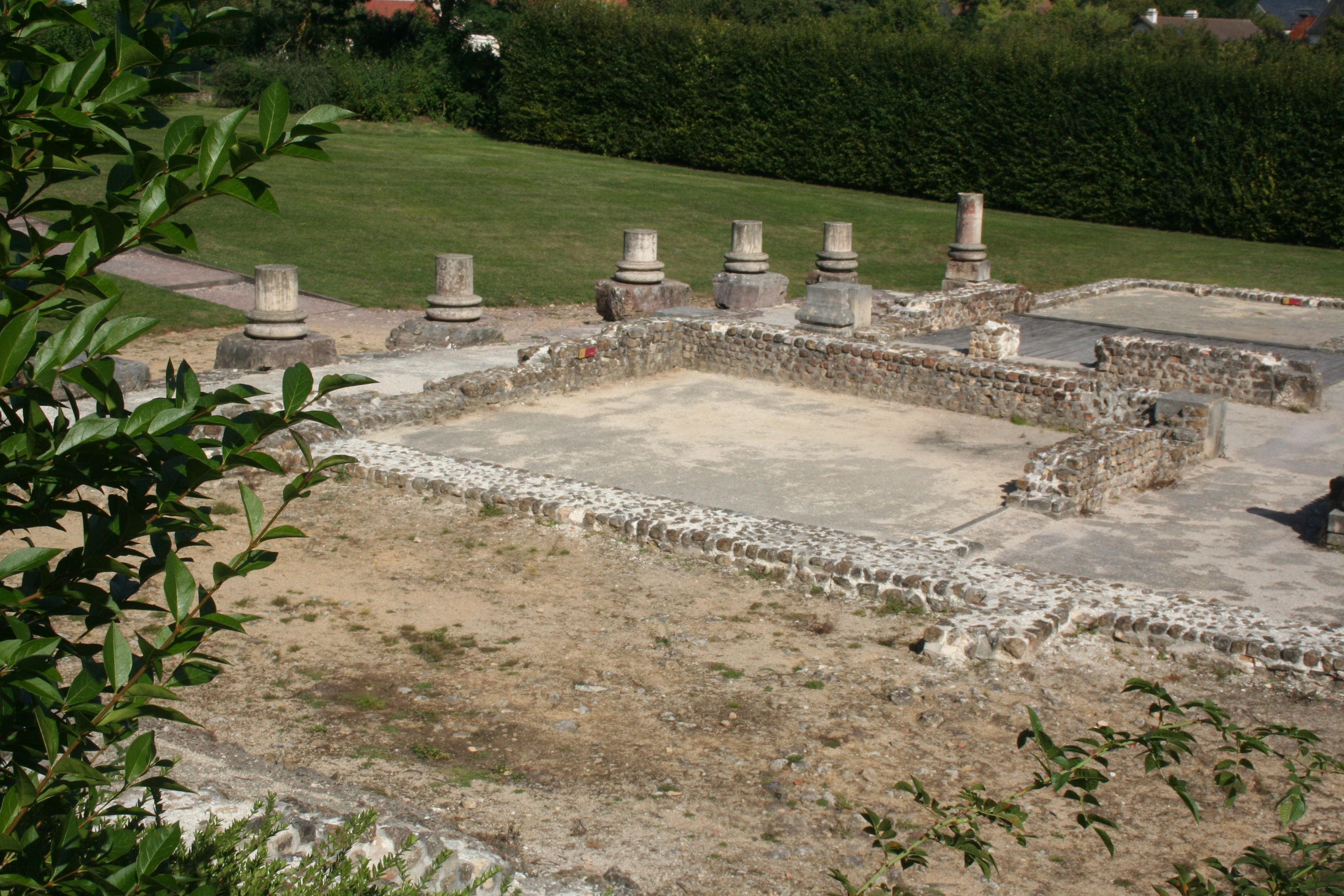
Vue de la route actuelle vers la façade de la colonnade.

Le rez-de-chaussée comprenait 14 pièces, plus 12 pièces de service et 5 couloirs et circulation. La maison s'organisait autour d’une cour centrale, ornée d’un bassin et entourée d’un péristyle. Un système d'hypocauste assurait le chauffage de plusieurs pièces. La domus a conservé aussi une partie de son dallage d’origine en calcaire.
La galerie, large d'environ 3,30 m, occupait toute la façade de la maison et protégeait ses occupants de la pluie, du fait de son orientation au nord, tout en permettant de soutenir un étage. Le sol de la galerie était composé de dalles de marbre rose local, fait inhabituel pour cette cité. Des colonnes lisses en façade, attestées par la découverte d'éboulis, supposent l'existence d'un étage. Une baie à deux arcades signalait l'entrée de la maison. Cette entrée monumentale faisait face au cardo II et était destinée à marquer le rang social de son propriétaire en s’inspirant de l'architecture officielle, notamment des portes des villes d'alors.

##### Emprise de l'ancienne maison orientale
L'entrée comportait une porte en chêne à deux battants d'environ un mètre, dont on a retrouvé la serrure dans les couches de destruction faisant suite à un incendie. Cette porte permettait l'accès des clients du maître de la maison. Le vestibule était organisé en deux parties et mesurait 3,60 m sur 2,50 m. Deux pilastres hauts de 4,50 m étaient ornés de figures mythologiques et probablement du portrait des propriétaires. Le second espace correspondait à des fauces (vestibules) également ornés de piliers.
La loge, très grande car mesurant 6 m sur 4,30 m, possédait des murs en opus vittatum, en torchis et en bois. Le sol était constitué d'un plancher aux lames larges de 0,21 m et épaisses de 3 cm. Sa surface semble correspondre à un lieu de stockage ou à une boutique ; par ailleurs les archéologues ont reconnu la trémie d'un escalier d'accès à l'étage.
Une cuisine de 4,50 m sur 4,75 m avec un sol en mortier était munie d'un puits. D'autres pièces de service étaient présentes dans le même secteur, dont des latrines — témoignage de la richesse de l'habitation — couvertes de chaux et par lesquelles passait une conduite se dirigeant vers l’égout extérieur.

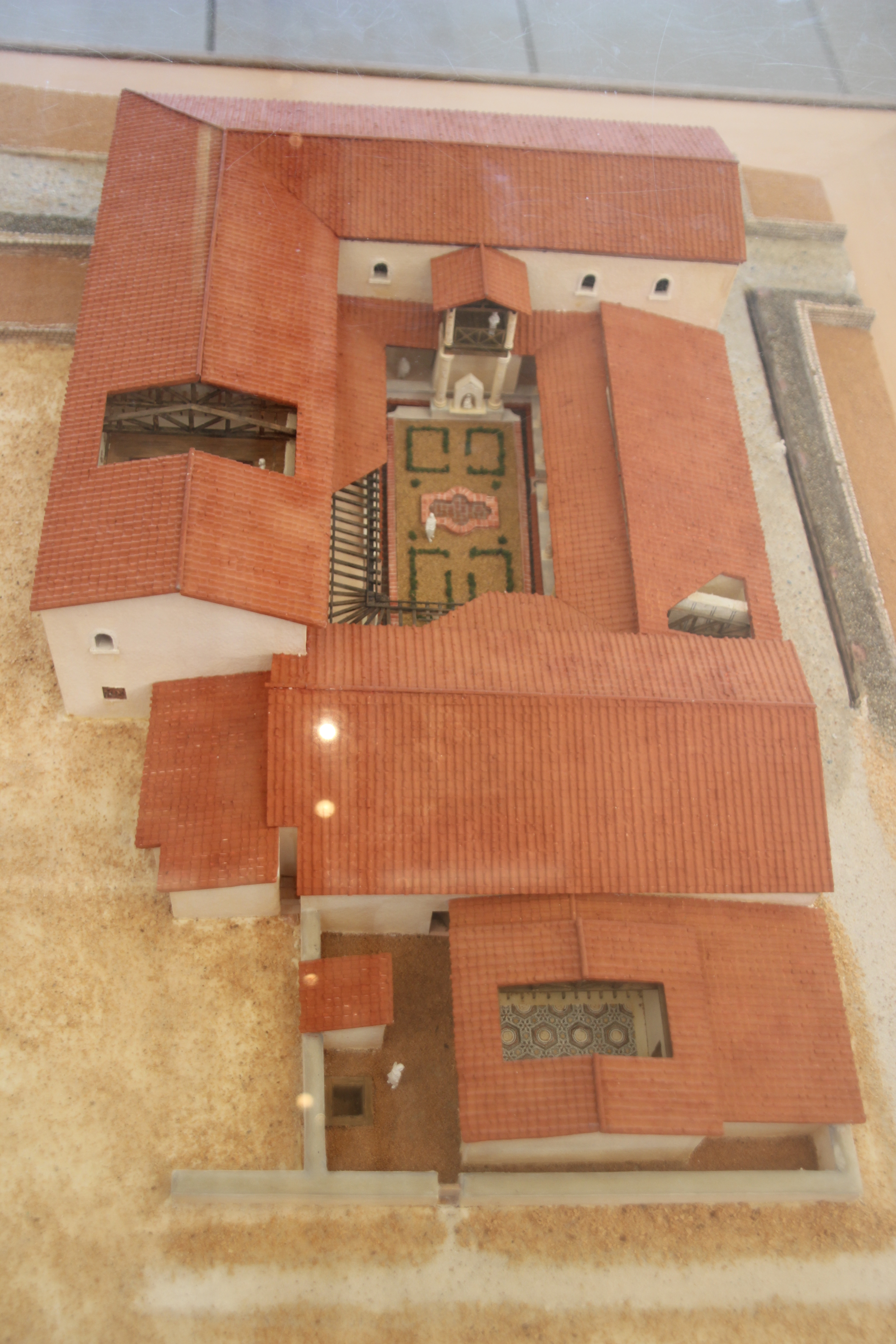
Maquette de la maison à l'époque de son apogée monumental, vue du sud.

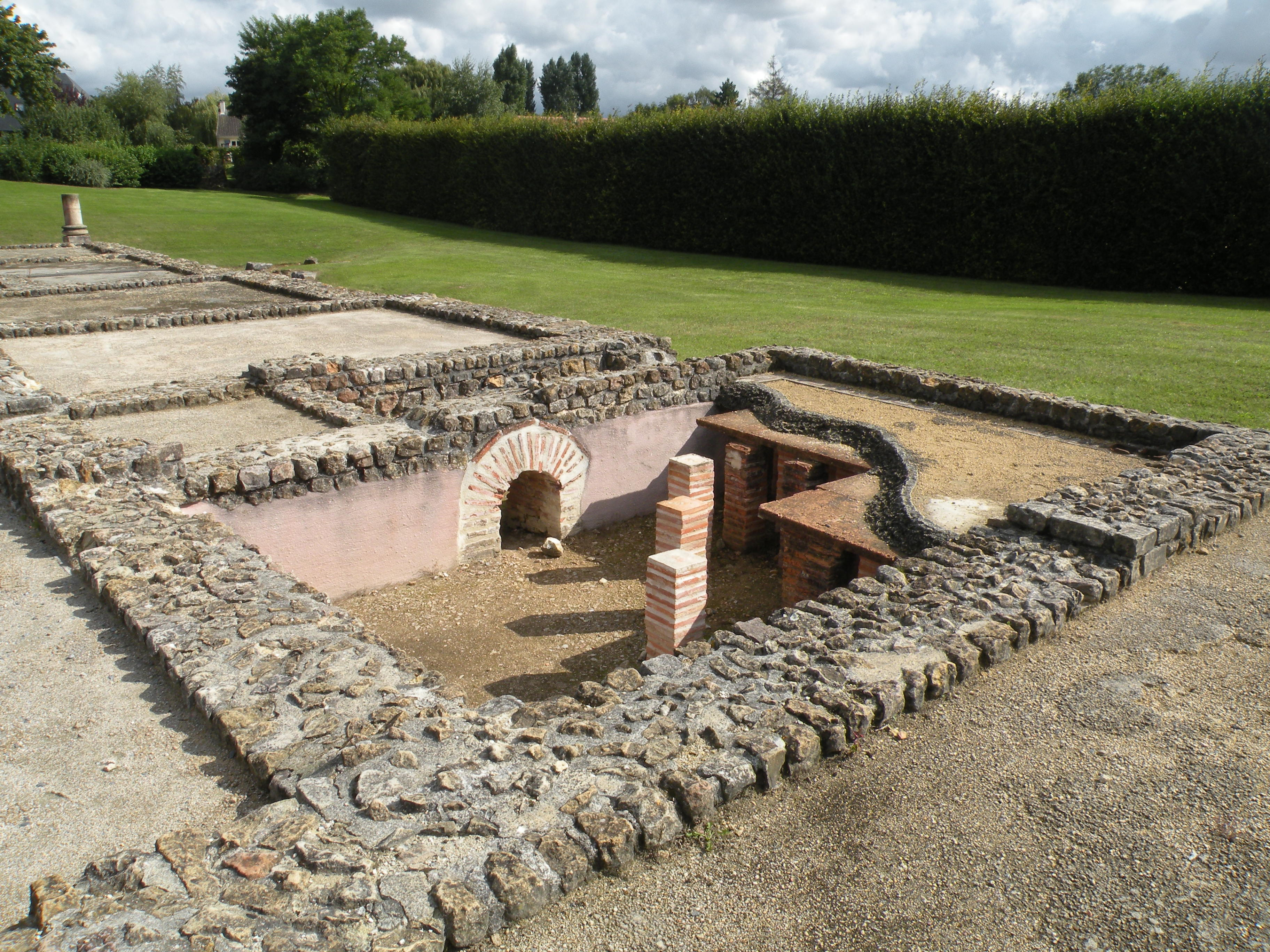
La salle à hypocauste et l'enfilade des pièces de l'aile orientale.

Plusieurs pièces de la maison étaient chauffées par hypocauste et un praefurnium était situé non loin. Une des pièces chauffées, de 3,20 m sur 4,80 m, contenait un riche décor de divinité orientale. L'hypocauste, bien conservé, a été restauré et peut être aujourd'hui observé en écorché sur le site ; il conservait des éléments d’enduit de tuileau ainsi que des tubuli. La taille de la pièce laisse penser qu'il s'agissait d'un bureau ou d'une chambre. Le praefurnium était accessible depuis la rue. La chambre ainsi qu’une autre pièce, sûrement une antichambre, communiquaient avec le portique par un vestibule.
Certaines pièces assez grandes, dont une de 6 m sur 5,80 m, n’ont pu être identifiées précisément dans la partie sud de l'édifice, même si Vipard suppose que l’une d'entre elles, munie de cloisons de torchis, était un lieu de rassemblement où les occupants avaient pour habitude de boire ensemble. La présence de monnaies datant de Vespasien à Marc Aurèle, ainsi que de nombreux tessons de céramique et de verre allant du IIe siècle au IVe siècle, semble étayer cette hypothèse.
Une pièce de 6,60 m sur 6 m environ n’a également pas pu être identifiée. Un long couloir de presque 19 m de long sur 3 m de large comportait des murs revêtus d’enduits portant des cercles. Cette coursive disposait d'une porte secondaire ou posticum donnant sur le cardo I et sûrement destinée à l'usage privé des occupants de la maison. La partie ouest du couloir ne menait vraisemblablement nulle part.
Les vestiges des pièces localisées au sud étaient mal conservés et certaines salles ne sont aujourd'hui connues que par des négatifs de murs. Une loge de portier, au sol en galets, a été identifiée et une pièce à proximité avait probablement une fonction de réserve pour le bois destiné au praefurnium du secteur. La fouille de 1826 est située à proximité, les vestiges en place ont cependant permis une étude stratigraphique : la pièce était chauffée et la mosaïque possédait un décor géométrique qui a été remplacé à l’époque tardive par une nouvelle mosaïque contemporaine, lorsque la pièce fut transformée en salle froide. Une cour à ciel ouvert de plus de 50 m2 avait un sol en terre et pierre, et une porte ouvrant vers le sud est supposée. Des traces d'enduit rouge ont été trouvées sur un des murs. Des caves, d'une contenance de 4 m3 à 10 m3 et fermées au moyen d'une serrure et d'une couverture de tuiles, se sont succédé dans le secteur. Un bac à huîtres a été découvert, et outre le stockage alimentaire, le secteur a livré des traces d'artisanat de textile et de travail de bronze.

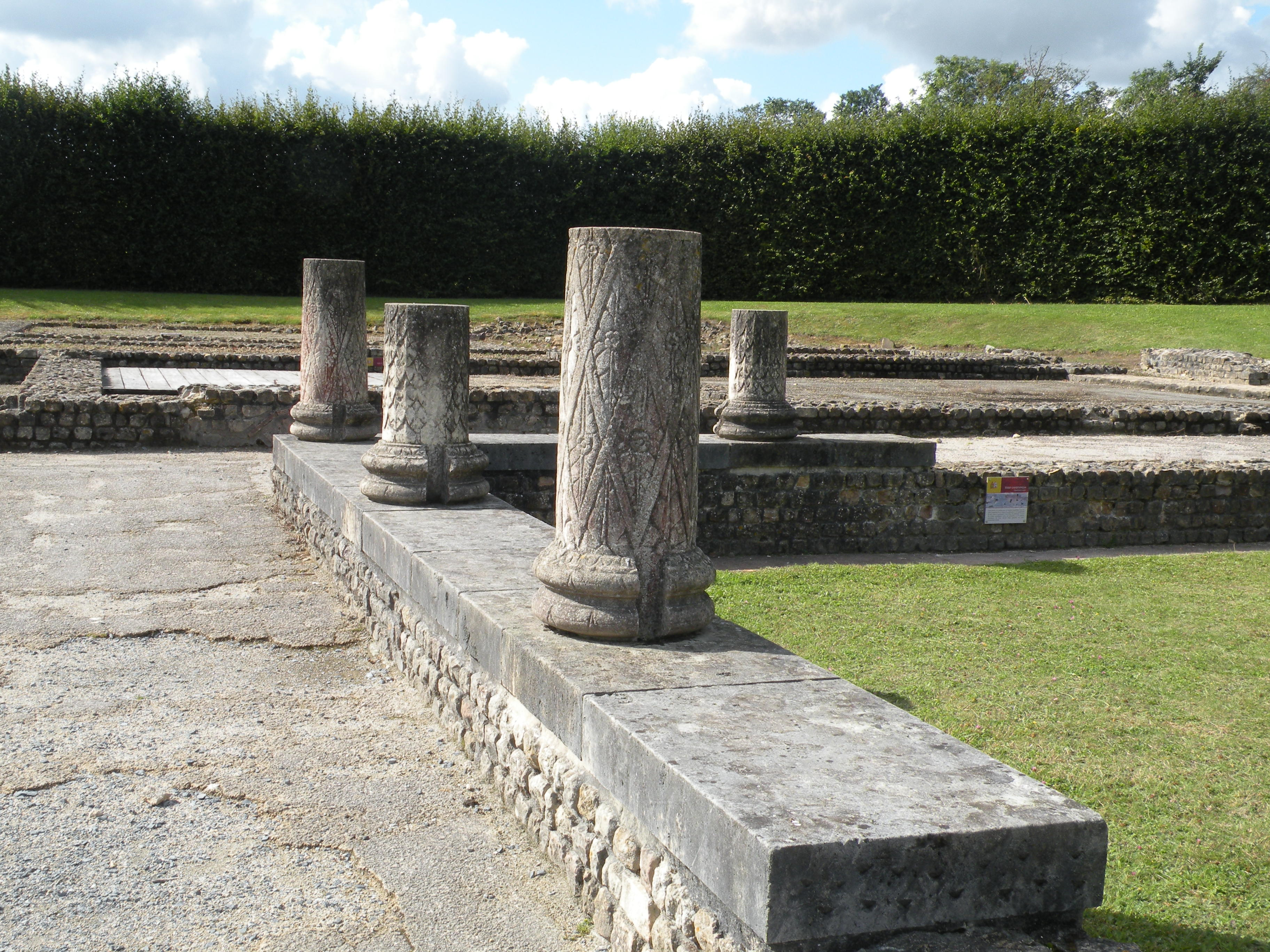
Vue de l'aile occidentale, à partir du péristyle.
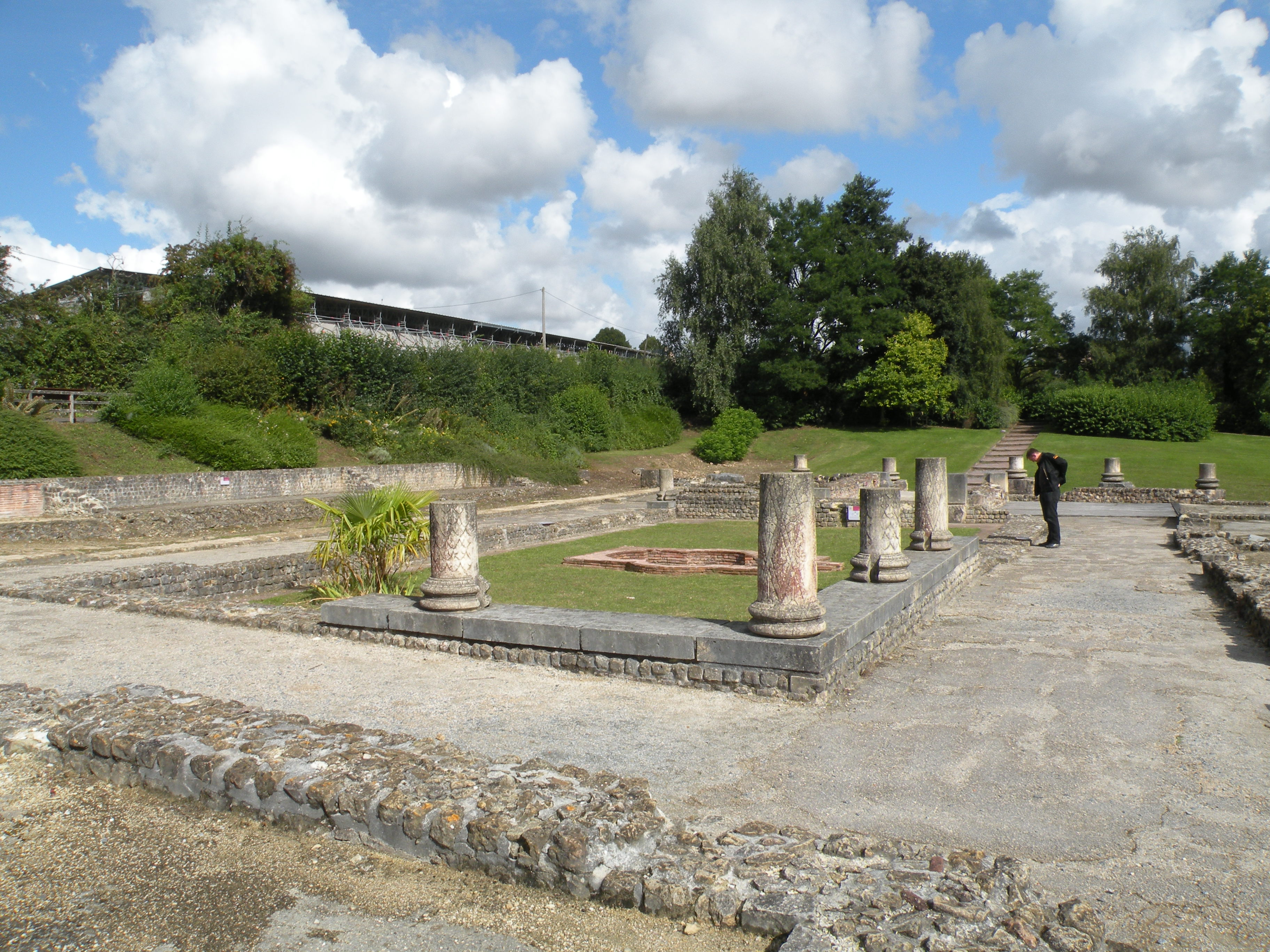
Aile occidentale, vue du sud.
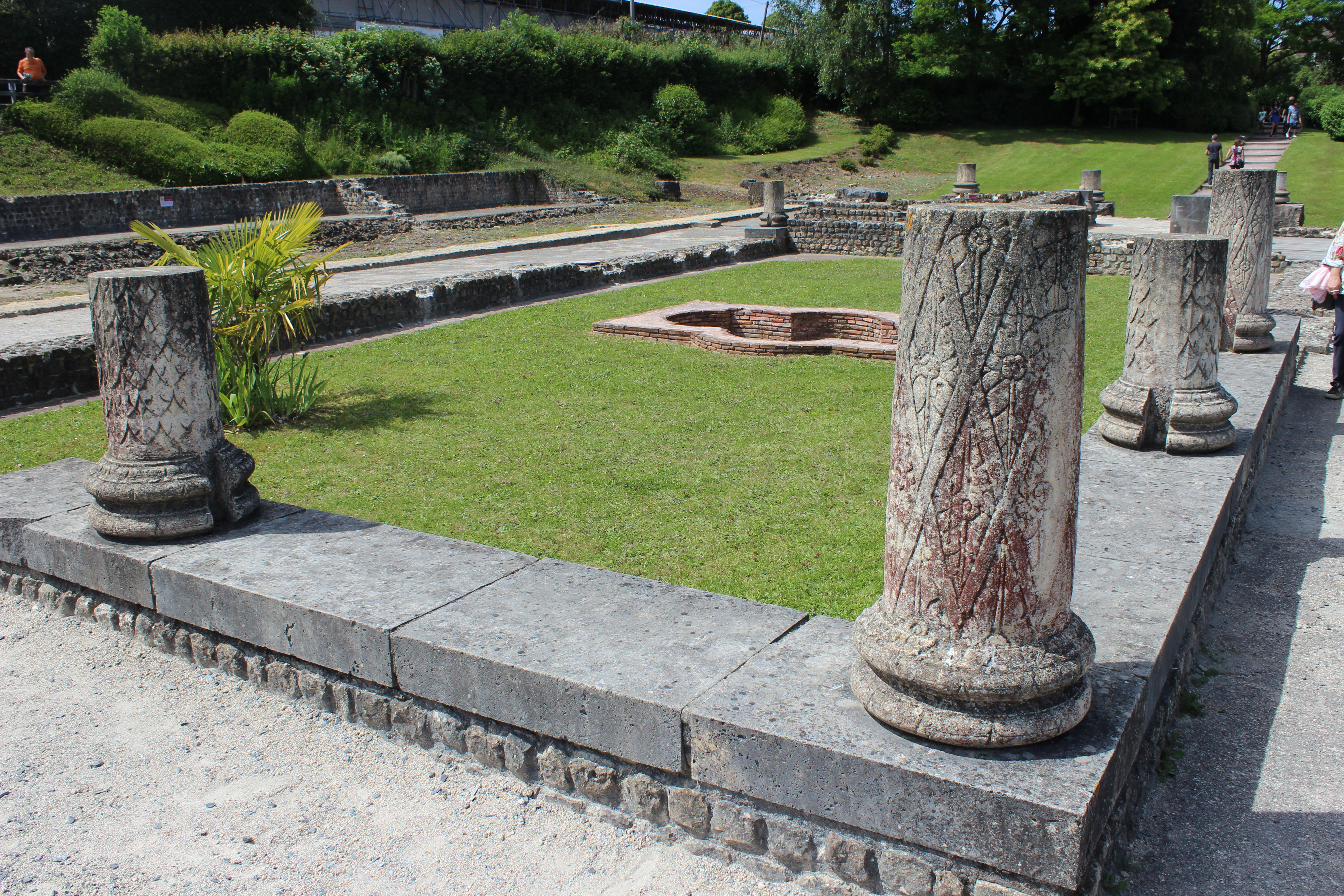
Jardin vu du sud-est du péristyle.
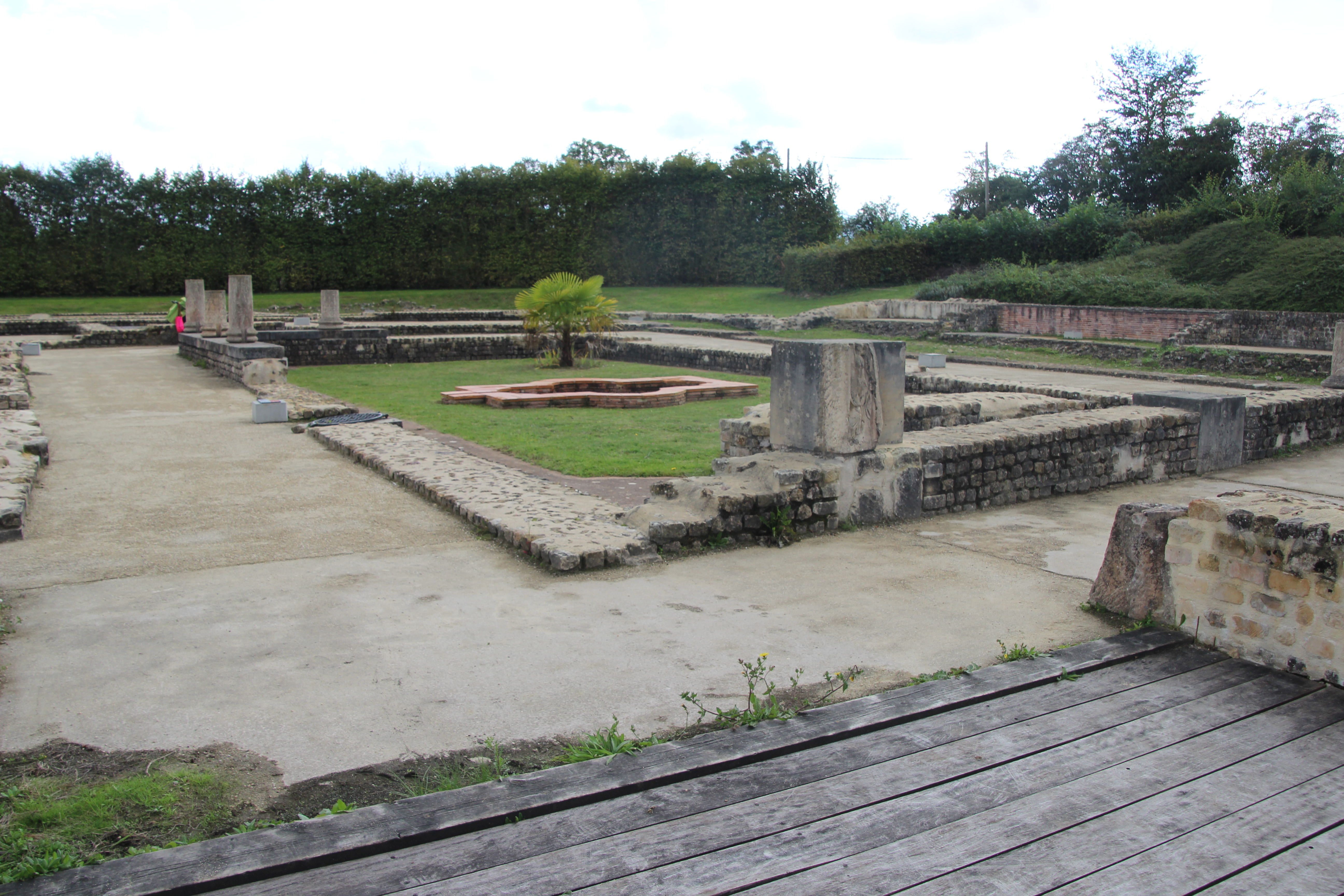
Vue de l'aile occidentale, à partir d'une pièce de service.

##### Emprise de l'ancienne maison occidentale

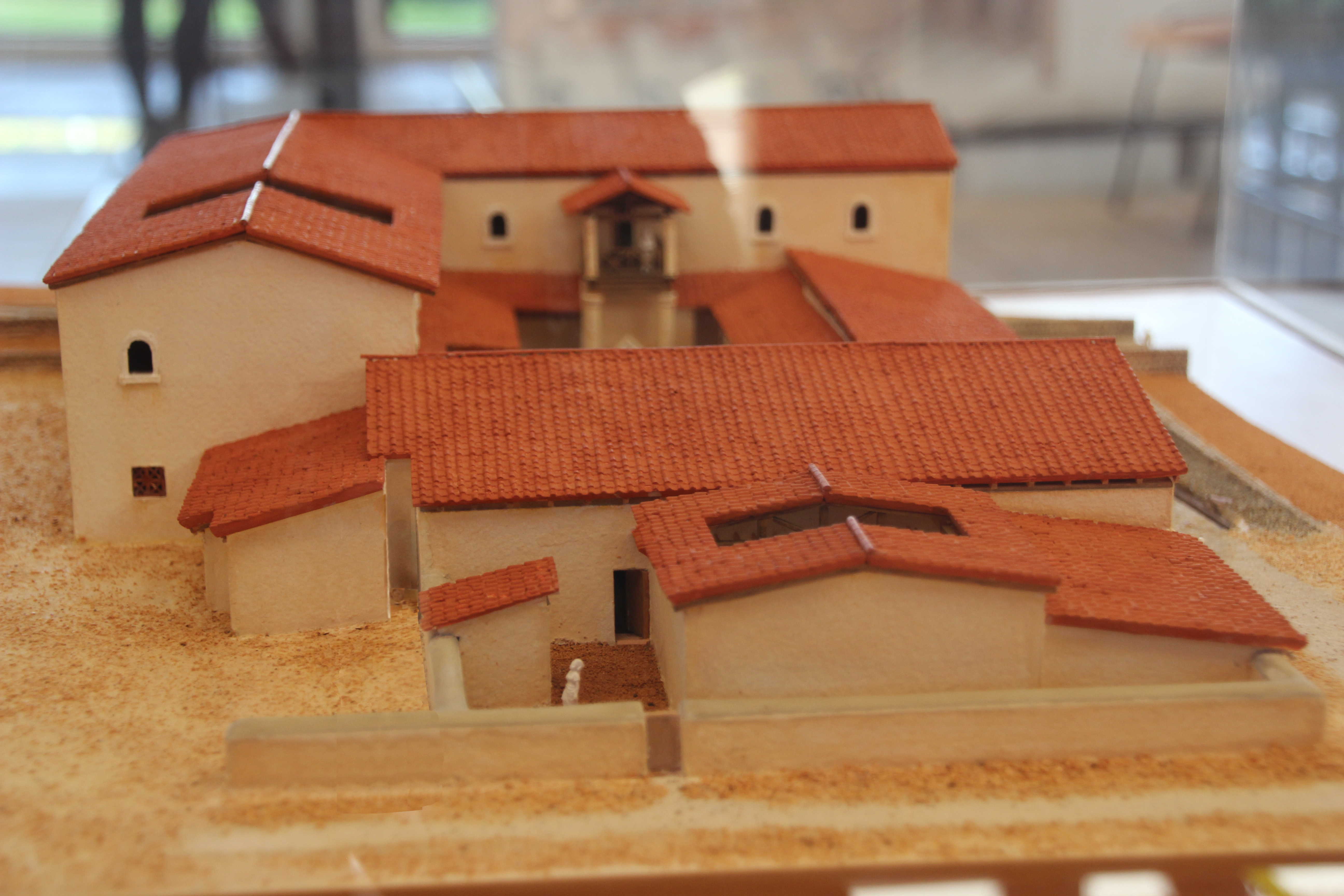
Maquette de la maison, vue du sud.

Au sud-ouest, les archéologues ont dégagé un praefurnium et un balnéaire qui appartenaient à la Maison occidentale qui préexistait à la Maison au petit péristyle. L'alimentation du praefurnium se faisait par l'extérieur. Le secteur a été endommagé par le passage du cardo au milieu de l'édifice durant la période du Bas-Empire. Une baignoire était située dans le caldarium. Du fait de l'état de conservation du secteur, les conduites d'eau et d'évacuation n'ont pu être reconnues. La conservation de ces pièces en dépit des transformations profondes de l'édifice peut s'expliquer par cette installation. La pièce en forme de L qui est contiguë a probablement servi d'apodyterium ou de frigidarium. Un balnéaire privé était réservé aux demeures les plus riches et témoigne donc ici du haut niveau social des propriétaires. La pièce cesse cependant d'être chauffée alors que la domus reste occupée : cet abandon est probablement dû à la proximité immédiate d'édifices thermaux très bien équipés et propices à la vie sociale.
Une salle de réception située au nord du complexe balnéaire, mesurant environ 8 m sur plus de 6 m, a livré un très riche décor conservé en dépit du percement du cardo. La pièce était potentiellement ouverte sur le viridarium et d'un niveau différent de 15 cm par rapport au portique. Elle était destinée aux repas et également à la réception d'invités et de clients du fait de son décor. Les salons étaient en effet des espaces publics ouverts sur le jardin.
Au nord de cette pièce se situe la plus grande salle de la maison, de 9,20 m sur 7,80 m. Cet espace de réception a souffert de l'incendie de l'édifice, du percement de la rue et de déprédations liées aux récupérations de matériaux. La présence de deux pièces de réception contiguës est connue par la maison de Méléagre de Pompéi ; elles étaient sans doute utilisées en fonction de l'effectif accueilli. La salle n'est toutefois pas un triclinium puisque les Gallo-Romains ne mangeaient pas couchés. Elle a conservé des traces d'enduits initialement interprétés comme des indices attestant la présence d'un escalier desservant l'étage, sur le mur sud ou ouest. Cette interprétation a été battue en brèche par l'analyse de 2010, et le rapprochement avec des éléments similaires retrouvés à Chartres incitent Boislève à interpréter ces enduits comme des encadrements de fenêtres.
Une pièce de 7,80 m sur 7,20 m, s'apparentant à une boutique, est présente sur la façade nord de la maison. Elle est décorée simplement, avec un sol en mortier recouvert d'un enduit datant de l'époque de la maison occidentale. La boutique, qui était louée ou tenue par du personnel de maison, a été détruite par le percement du cardo. Une pièce située à sa gauche, également très simple, conserve un pan de mur de la maison orientale qui est « le plus ancien conservé ».
Le péristyle a fait l'objet du doublement de sa surface à son apogée monumental et était alors pourvu d'un jardin ou viridarium. Sa surface était supérieure à 322 m2 dont 130 m2 pour le jardin et 192 m2 pour les portiques. Le lieu s'agrémentait d'un sol en béton de tuileau et d'un décor de qualité. Un laraire était installé dans sa partie nord, relié à un balcon ou à une galerie située à l'étage. Trois côtés du péristyle s'ornaient de colonnes, tandis que le portique en comportait sept sur le long côté et quatre sur les petits. Les fouilles ont révélé de nombreux fragments de verre à vitre. L'accès au péristyle se faisait par une salle de réception.
Sur la façade sud de l'édifice, les archéologues ont dégagé peu de choses : des traces d'appentis et des foyers d'un type commun dans les villae, placés de façon à limiter les risques d'incendie. Cet espace semble avoir également servi de cuisine secondaire, comme l'attestent les coquillages, moules, huîtres et bulots qui y ont été retrouvés. Les limites d'autres espaces situés au sud et à l'ouest n'ont pu être définies.

#### Incertitude sur l'organisation de l'étage

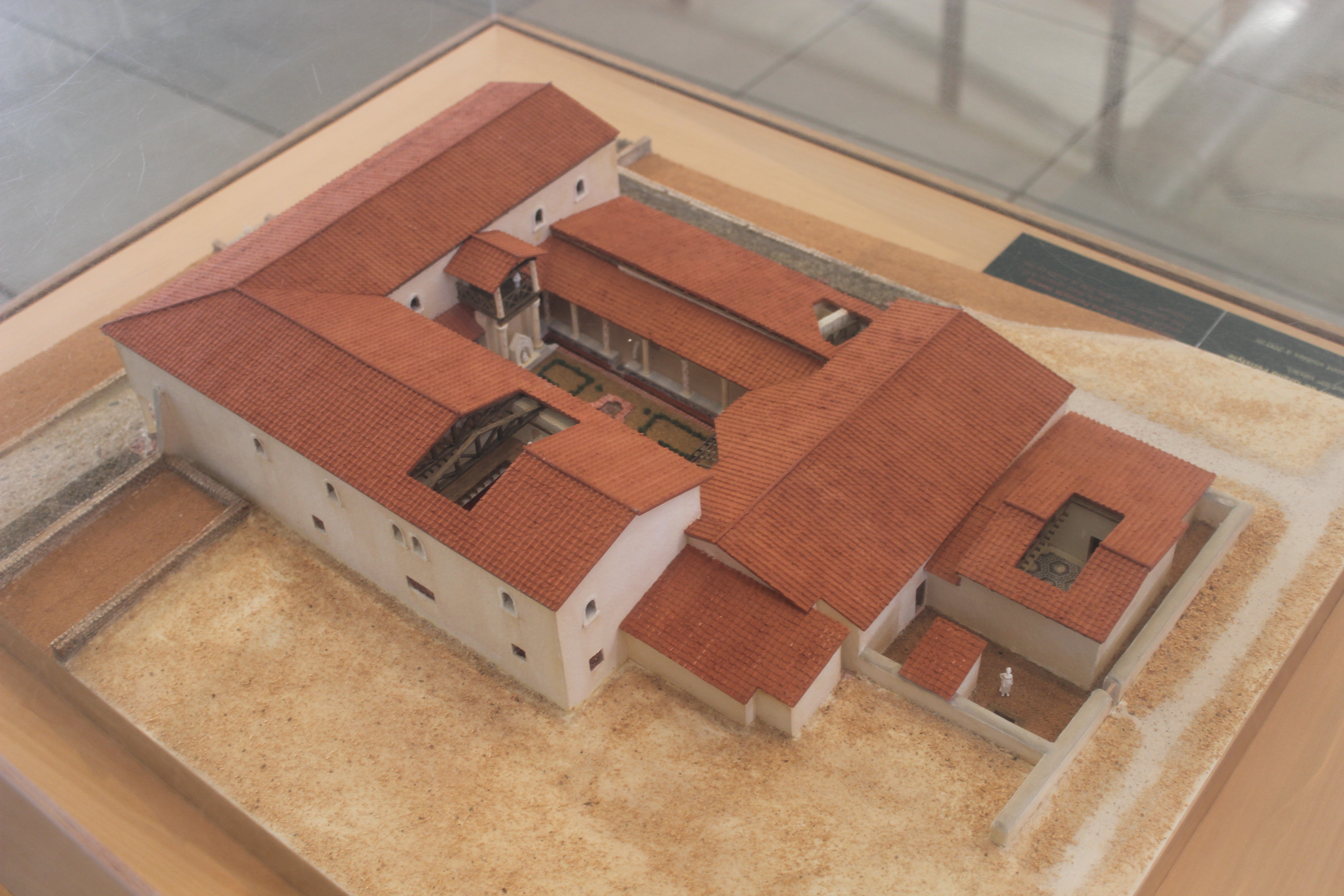
Vue aérienne de la maquette à partir du sud-ouest avec les étages sur l'aile nord et ouest.

À l'origine, les maisons à étages étaient principalement destinées aux catégories les plus modestes, mais sous l'Empire les maisons nobles adoptent progressivement cette configuration afin d'obtenir un surcroît de place et de surplomber les autres constructions.
Dans la Maison au grand péristyle, la présence d'un étage semble confirmée par le faible nombre de chambres retrouvées — le nombre de pièces d'habitation de cet étage, d'une superficie estimée à 570 m2, reste toutefois à ce jour inconnu. Les archéologues supposent que seules les ailes occidentale et septentrionale comportaient un second niveau, absence vraisemblablement liée à la nécessité de laisser entrer la lumière tout en permettant aux ailes dépourvues d'étage d'avoir des pièces chauffées.

##### Aile occidentale
L'épaisseur des murs et les traces d'un enduit révélant la présence d'un escalier attestent l'existence d'un niveau supérieur pour l'aile occidentale. Un mur éboulé dans le jardin et non détruit lors des récupérations de matériaux constitue également un indice supplémentaire.
Les salles de l'étage étaient accessibles par une pièce richement décorée, induisant « l'existence de pièces nobles à l'étage ». Dans le jardin, un massif de maçonnerie a été mis au jour non loin du vestibule, et a pu servir à soutenir un balcon à l'étage pourvu de colonnes à décor bachique et peut-être un laraire au rez-de-chaussée, selon une disposition traditionnelle,.

##### Aile septentrionale
Les éboulis, présents dans l'aile septentrionale, attestent également la présence d'un étage, tout comme l'espacement des colonnes de la galerie de façade qui évoque un étage surplombant le portique extérieur. Une cage d'escalier a aussi été mise en évidence.
Cet étage existait peut-être dès les premiers états de l'édifice. Les fouilles ont découvert des vestiges de torchis, de bois et de clous : ce mode de construction permettait d'avoir une structure plus légère.

### Équipements

#### Chauffage

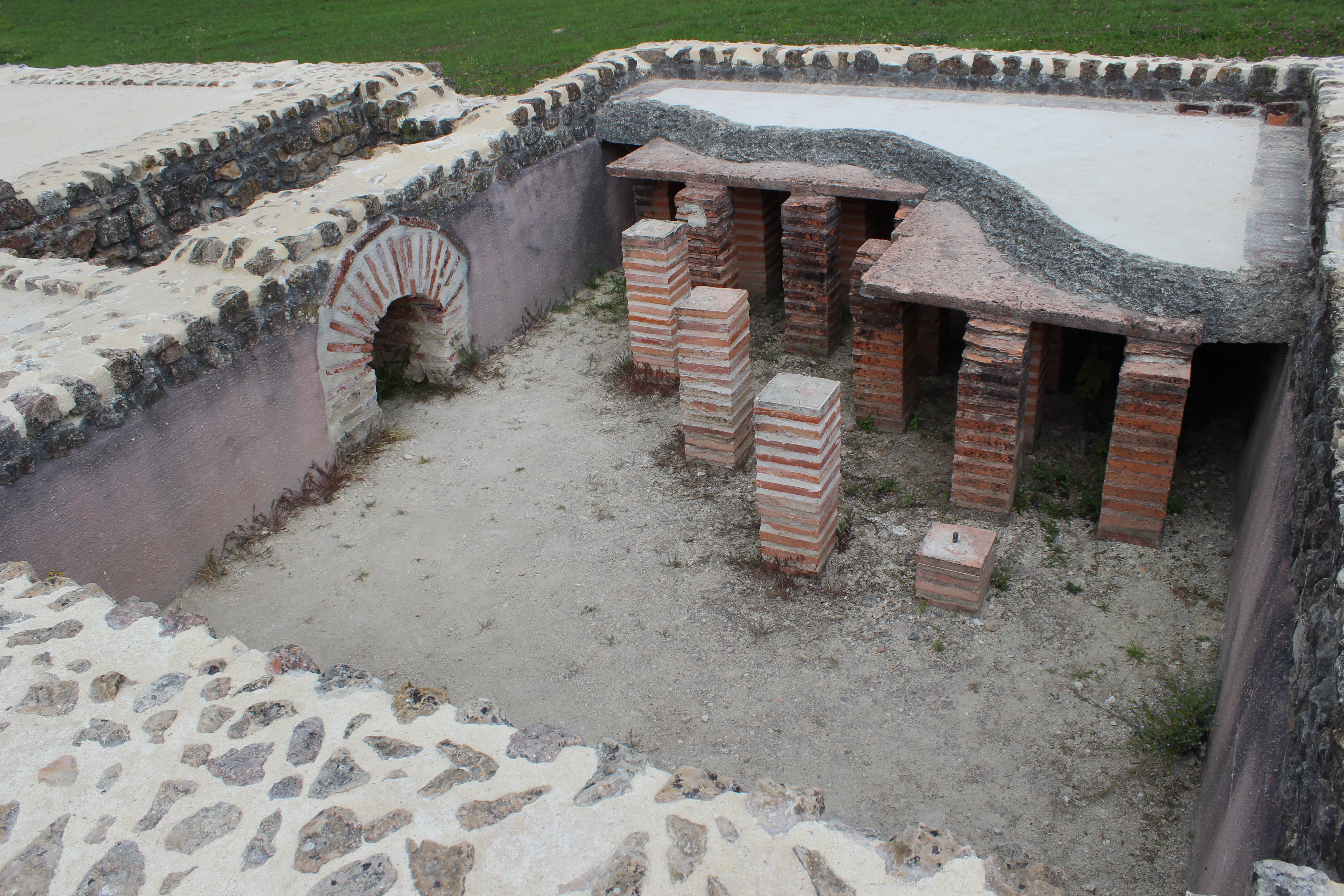
Système d'hypocauste.

Le plan méditerranéen de la maison sous ces latitudes septentrionales a nécessité des adaptations au niveau de l'édifice, comme en témoigne l'usage de torchis, la présence d'un système d'obturation du portique et une installation de chauffage. Quatre pièces disposent d'un système d'hypocauste, d'autres devant disposer de braseros.
Un foyer construit en tuiles est installé tardivement dans une pièce, du temps de la Maison à la mosaïque en damier. Cet équipement témoigne de la dégradation des conditions de vie des habitants de la maison à basse époque.

#### Eau

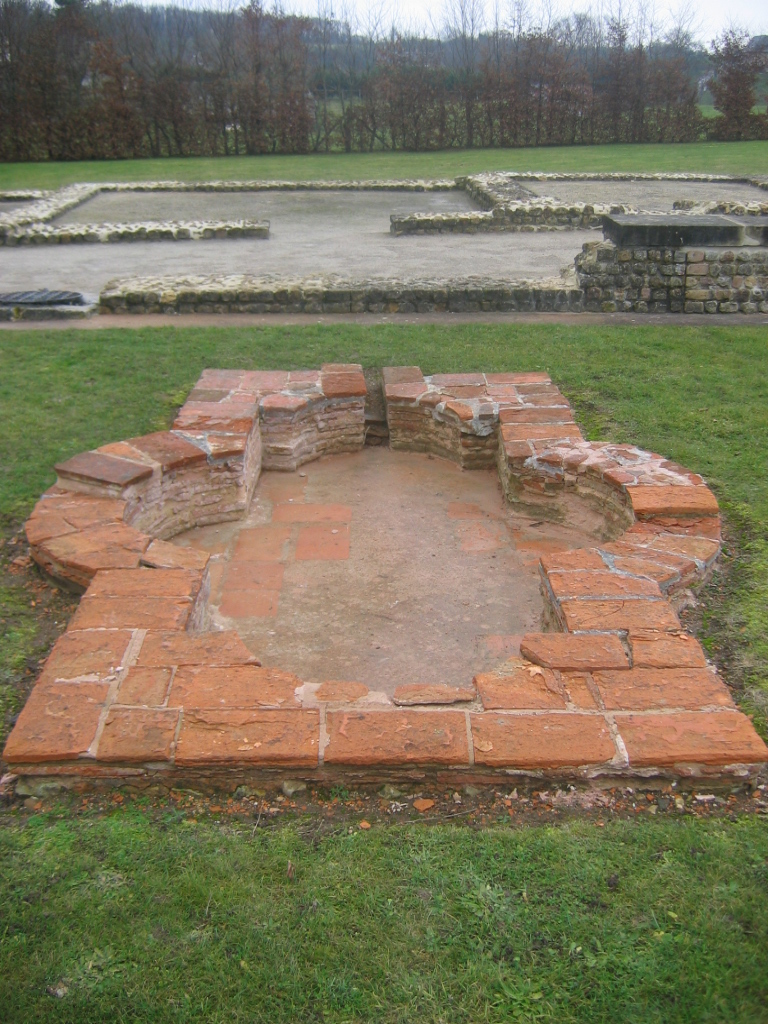
Bassin du jardin de la maison au grand péristyle.

La cité comportait un réseau d’égouts « peu sophistiqué ». La maison nécessitait un système d'évacuation d'eau, notamment d'eaux de pluie, du fait des 1 300 m2 de toitures et d'eaux usées. Une conduite en briques et béton a ainsi été retrouvée, menant de la maison au decumanus, à laquelle devaient également s'ajouter d'autres conduites en bois. Les conduites en plomb ont fait l'objet d'une récupération ; la fouille a livré une conduite en chêne assemblée par du fer.
La maison possédait deux puits destinés à son approvisionnement en eau, dont l'un, profond de 6,60 m, était situé entre le jardin et le portique. La fouille de ce puits a livré des vestiges du Ier siècle au IVe siècle. La fouille du second puits, situé dans une pièce en bordure de la colonnade, n'a quant à elle rien donné. La maison était en outre raccordée au système de conduite d'eau publique, les éléments d'agrément du jardin nécessitant pour fonctionner une eau sous pression.
L'eau était acheminée vers la salle de bains de l'aile ouest, tandis qu'une autre conduite menait l'eau du bassin du jardin aux latrines et passait dans l'angle nord-est du portique, où elle était divisée en trois sections. L'eau provenant du système public constituait un privilège réservé à quelques-uns, peut-être membres du collège des décurions ; c'est un témoignage de l'adoption d'un mode de vie et « un besoin de représentation sociale », témoin du luxe de l'édifice : la présence de fontaines et de jets d'eau rapprochait ainsi l'édifice des thermes,.

#### Autres équipements

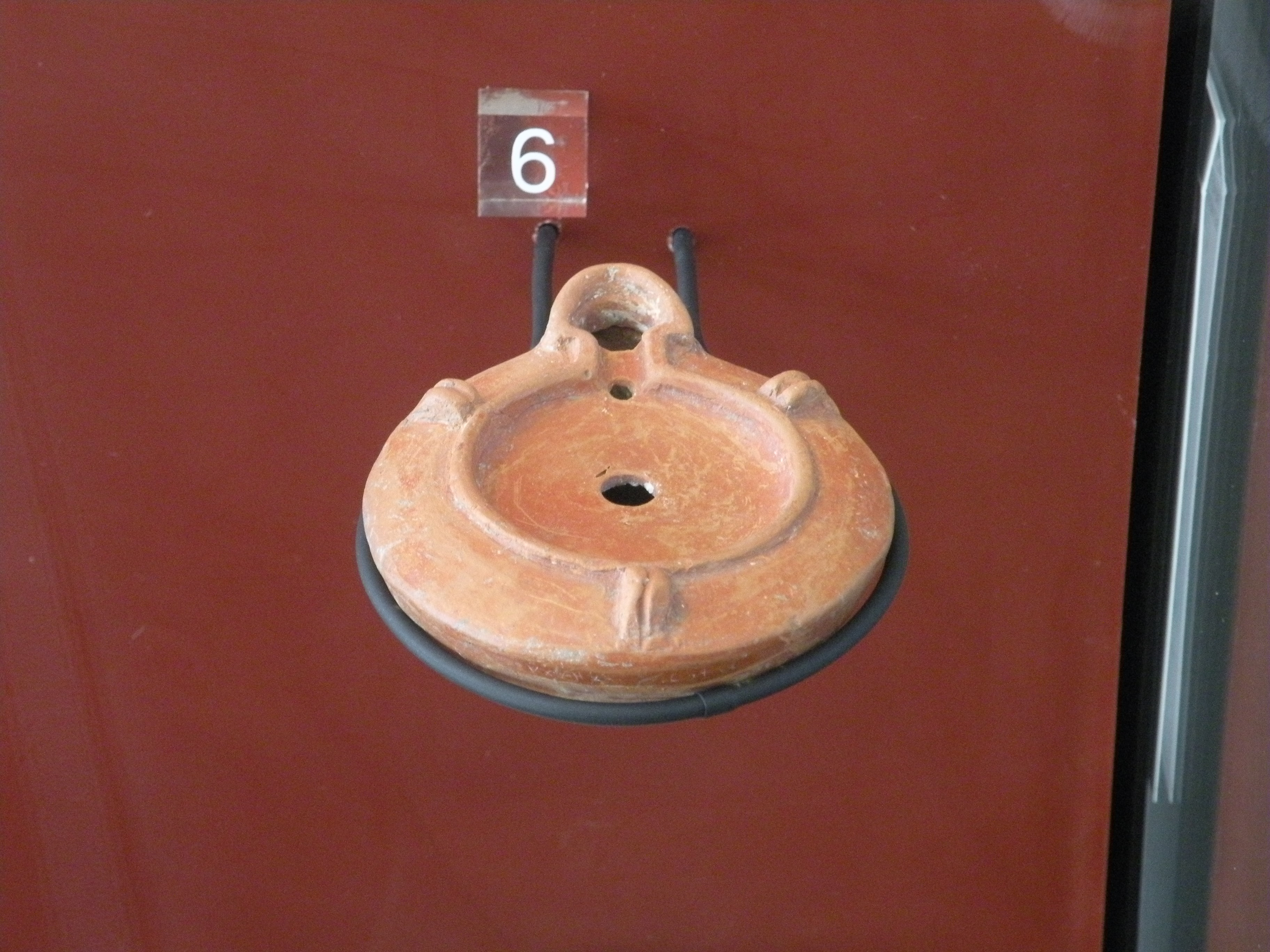
Lampe à huile de Vibianus.

Les fouilles ont permis de retrouver des éléments d'éclairage : trois lampes à huile, dont l'une portant le nom de Vibianus, ainsi que des supports pour des chandelles ou des torches. Le seul élément de bronze retrouvé sur le site est d'ailleurs un fragment de candélabre.
De nombreuses serrures et clés ont été retrouvées lors des fouilles ; les clés étaient destinées surtout aux différentes pièces et permettaient de réguler l'accès des différents visiteurs.
Les fouilles ont livré également des éléments liés à l'écriture, boîtes à sceller, stylets : l'écriture était donc une pratique répandue parmi les occupants de la demeure.

### Décor
Les fouilles ont permis de mettre au jour un décor composé de peintures et de mosaïques relativement commun pour ce type de demeure, ainsi qu'un décor sculpté exceptionnel même s'il est très fragmenté. Un décor de qualité a été mis en évidence pour les espaces officiels de la maison, entrée, viridarium et salons.

#### Fresques et mosaïques

##### Fresques et stucs
Tout l'intérieur de la maison était peint et l'édifice devait donc présenter « un aspect très coloré »,. La gamme chromatique utilisée était variée, et comportait du rouge vermillon, coloris très coûteux. Huit cent cinquante caisses de vestiges d'enduits ont ainsi été collectées pendant les fouilles. La maison a conservé peu d'enduits peints identifiables, la chaux et le sable constituant les principaux éléments découverts dans les couches de destruction. Toutefois, cinq pièces ont livré des éléments de décor datés de l'époque de la Maison au petit péristyle.
Une des pièces pourvues d'un hypocauste était munie d'un décor complexe, dont « un fronton peint sur champ vermillon ». À cet emplacement devait se trouver une statue de dieu oriental en stuc, coiffé d'un bonnet phrygien et identifié comme Attis bien qu'aucun indice ne prouve la présence d'une niche. Cette divinité a fait l'objet d'un traitement maladroit, tant pour les proportions que pour le visage. L'usage du cinabre et du relief stuqué est un indice des moyens utilisés pour les décors de la maison, qui prend place « parmi les ensembles luxueux connus en Gaule ».
Les maisons servaient, outre le laraire, à honorer des divinités diverses selon la préférence des propriétaires. L'étude de 2010 a permis de préciser des éléments : la zone inférieure était pourvue d'un décor d'imitation de marbre vert et jaune, de panneaux rouge vermillon et d'espaces rouge bordeaux, pourvus de frontons et les bordures étaient ornées de scènes dont des Amours. Des stucs étaient disposés dans les bordures et fixés au moyen de clous. Julien Boislève a mis en évidence la présence d'un décor de plafond, peint et également stuqué.

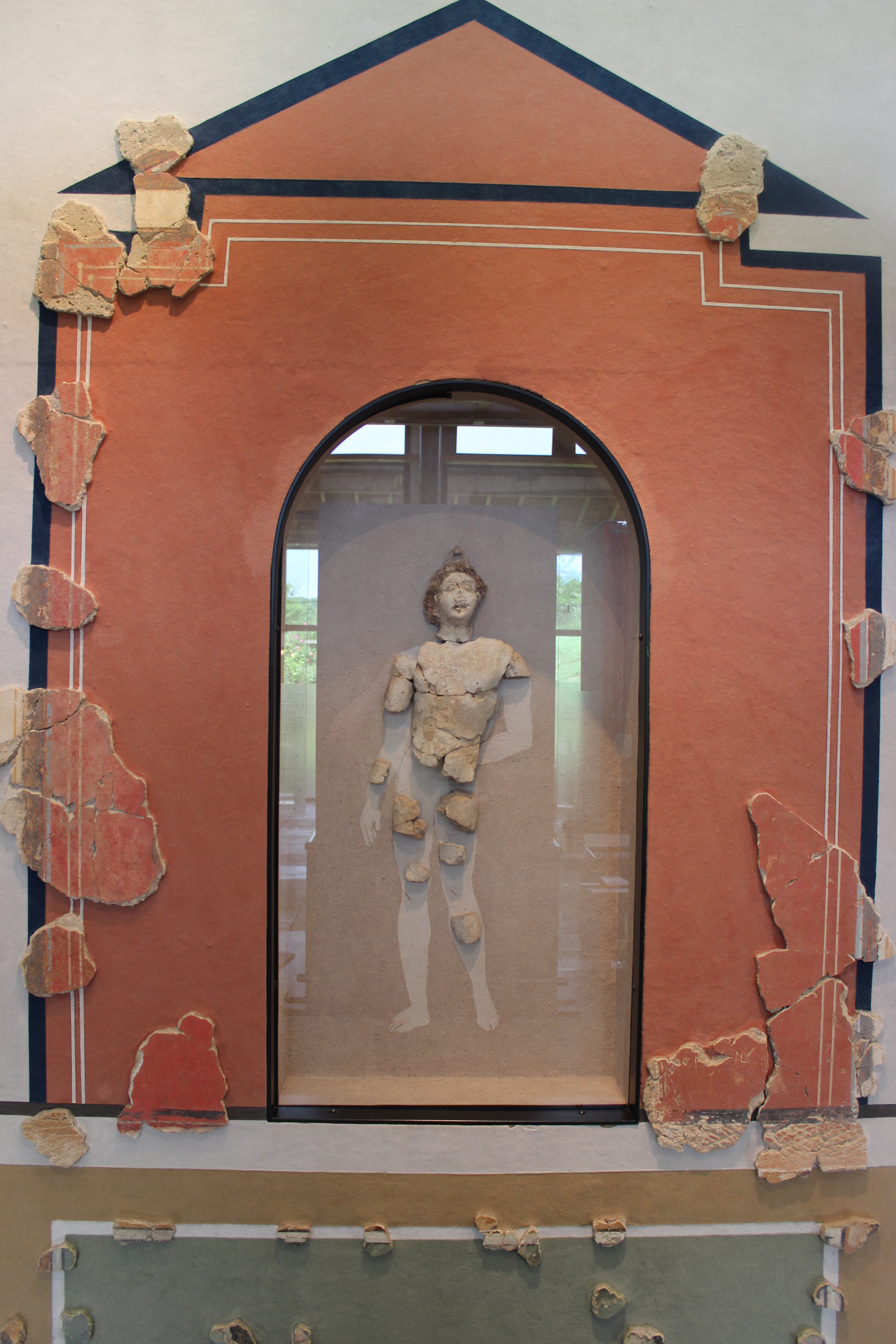
Divinité orientale.
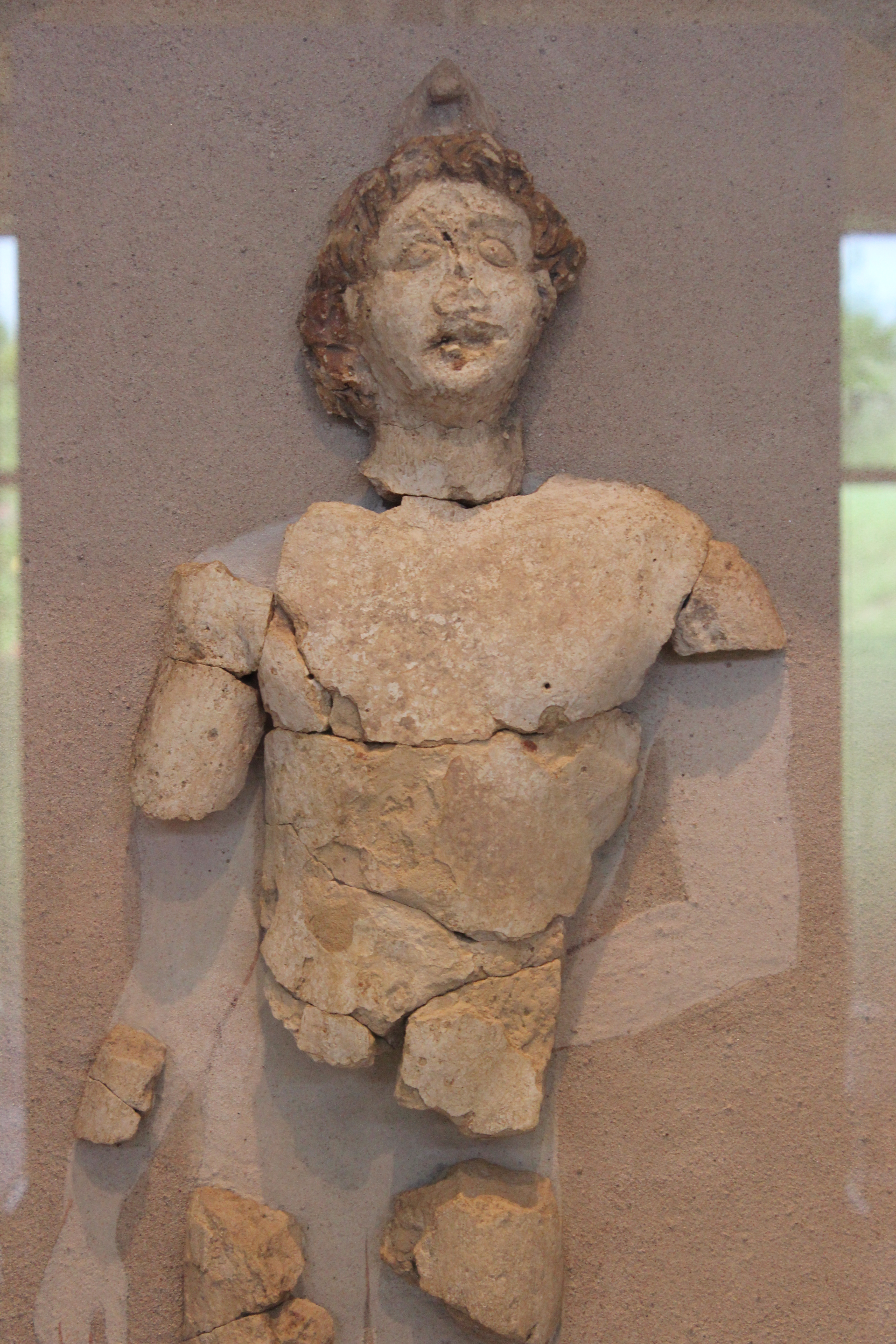
Détail de la divinité orientale.

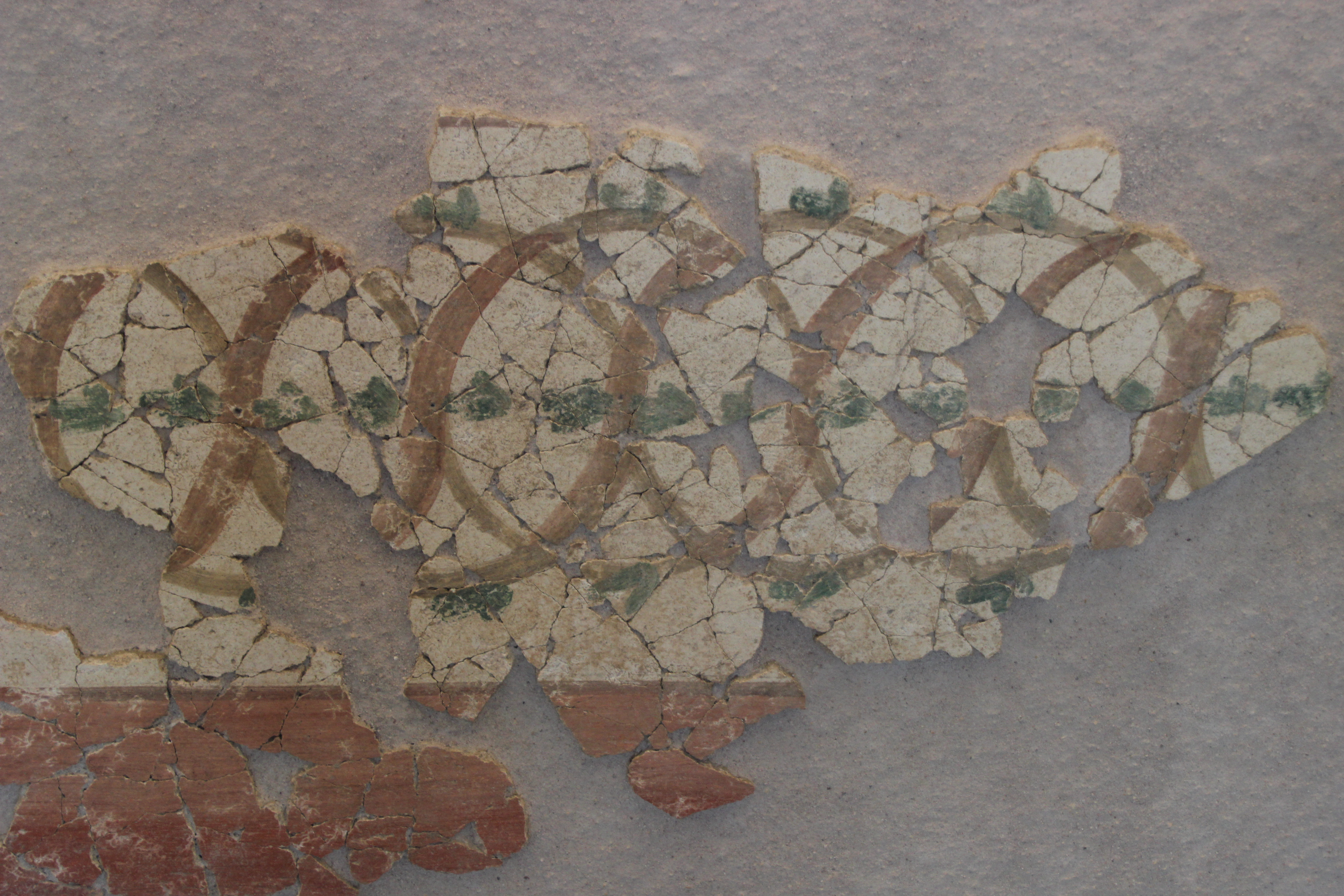
Fresque à cercles du couloir.

Dans la partie sud de la maison, un long couloir comportait un décor de cercles ocres et rouges, sécants et tangents de 0,25 m (ou 0,27 m) de haut, sur fond blanc. La bande fait environ 0,39 m et comporte aux extrémités haute et basse une bande rouge ainsi que des cercles réalisés au compas. La fresque a été retrouvée à plat et le fouilleur en a déduit une localisation dans la partie inférieure des murs. La nouvelle étude des enduits de 2010 a mis en évidence de nouveaux fragments s'imbriquant sur les éléments remontés au musée et pose la question de la réversibilité des restaurations. La comparaison avec les usages connus du motif dans d'autres maisons du IIe siècle et IIIe siècle (Mané-Véchen, Bavay ou Andigny-en-Bassigny) ainsi que l'observation du revers des fragments, plutôt lisse, invite à considérer le décor plutôt comme lié à une bordure de plafond. Le motif convient aux couloirs ou cryptoportiques. Une pièce située au nord de ce couloir comportait une imitation de placage de marbre. De l'autre côté du couloir, une autre salle a révélé un décor d'imitation de marbre, de fresques et de stucs.
La pièce située à gauche de l'entrée principale de la maison a livré des vestiges de stucs pouvant être considérés comme des éléments de plafond

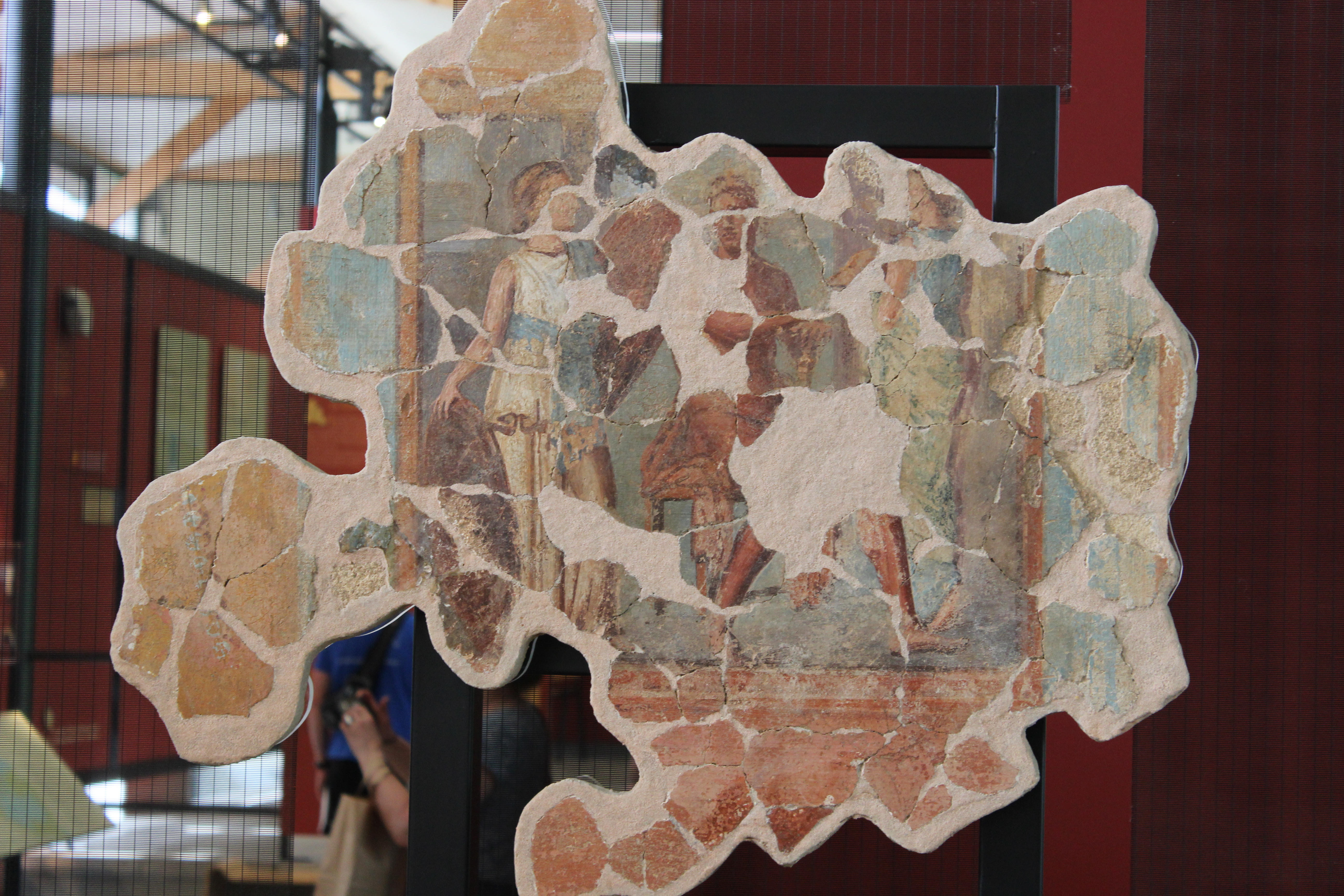
Fresque mythologique.

Une salle de l'ancienne maison occidentale, vaste de 52 m2, a livré, malgré la destruction liée au passage du cardo, des fragments de fresque dont un panneau de 0,50 m de côté représentant une scène mythologique. Au centre d'un cadre architecturé, un homme est assis sur un siège de bois, un pommeau de glaive à la main ; à sa droite une femme vêtue d'une tunique grecque tient des boucliers ; un autre personnage féminin tend un casque au héros. La scène est peut-être issue de l'Iliade, de l'épisode de la remise d'armes avant la guerre de Troie. Il s'agirait d'une fresque d’Achille et Thétis datée de l'époque de la Maison au petit péristyle : Thétis rapporte au héros les armes forgées par Héphaïstos ; le second personnage féminin serait Briséis. Ce genre de scène correspondait au « nec plus ultra de la décoration peinte » ; celle-ci est « l'œuvre d'un peintre talentueux » et d'« un atelier particulièrement qualifié ». Ces scènes sont connues surtout pour le troisième et quatrième style pompéien. L'étude réalisée en 2010 a permis de reconnaître deux autres représentations très partiellement conservées : une scène d'extérieur pour l'une, avec un torse masculin et un bras tendu ; des fragments de main ou de patte pour l'autre. Boislève évoque la possibilité d'un décor de tableaux mythologiques, d'un « cycle cohérent », peut-être celui d'Achille. Des tableaux successifs abordant une seule et même thématique sont attestés de manière fréquente dans les salles d'apparat de Pompéi, mais plus rarement dans les demeures en Gaule. La pièce possédait une autre scène ainsi qu'une mosaïque polychrome, et une statue de divinité supposée être la Tutela d'Aregenua.
Dans la pièce de 72 m2 contiguë à la salle où a été découvert le tableau de Thétis et Achille, a été retrouvé un décor peint interprété initialement comme appartenant à un escalier. La pièce comportait une scène avec des personnages indéterminés ainsi qu'un plafond peint de motifs géométriques. La nouvelle analyse de 2010 change l'interprétation de ces vestiges : le décor initialement attribué au plafond est finalement à attribuer aux parties basses des murs, formées d'un décor à base de boucliers. La partie médiane du mur comportait un motif classique d'encadrement et d'inter-panneaux ornés de candélabres végétaux. Un personnage à moitié nu et pourvu d'un drapé bleu a été identifié, et des indices laissent supposer la représentation d'une danseuse. La partie haute du mur comportait probablement une corniche de stuc. La composition de l'ensemble est originale et la partie inférieure est « la véritable originalité de ce décor ».

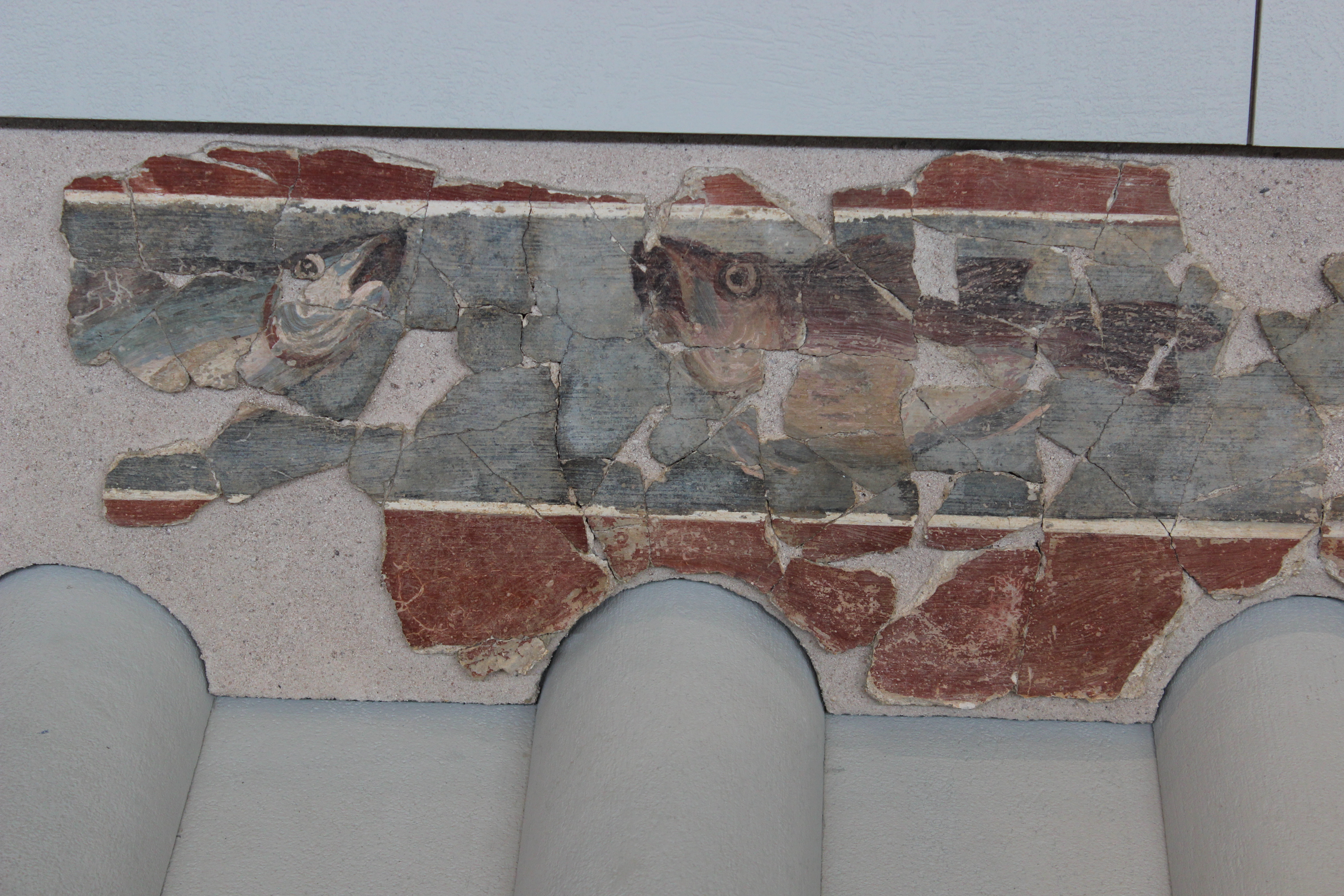
Détail de la frise de poissons du bassin périphérique.

Des éléments de faux marbre et d'architecture, un chapiteau ionique, ont également été identifiés, tout comme des fragments de personnages à l'échelle 1/2. La présence de colonnes dans le décor a pour objectif d'ajouter à son prestige tandis que les fragments de scènes peintes avaient peut-être une finalité commémorative.
Dans le jardin, parmi de nombreux éléments, seule a pu être identifiée une frise de poissons, dont sept sont conservés. La fresque, de « haute qualité », ornait selon Vipard le bord du bassin périphérique et longeait le stylobate des portiques. Elle se situait selon lui au-dessus d'une toiture, cependant des fragments analysés en 2010 peuvent contredire cette interprétation : des éléments de corps dévêtu semblent pouvoir être rattachés à l'ensemble, et la fresque semble devoir se poursuivre au-dessus de la frise des poissons, ce qui bouleverse la présentation faite au musée et issue des premières recherches. Les poissons, inscrits dans un fond bleu de 0,15 m de haut, ne sont pas réalistes mais avaient pour rôle principal de peupler le bassin. L'association d'une telle peinture avec un bassin constitue selon Alix Barbet « un exemple remarquable ».

##### Mosaïques
Il y a peu de mosaïques à Vieux. Sur les dix œuvres découvertes sur le site, cinq sont issues de la Maison au grand péristyle. Les mosaïques géométriques ont été étudiées dans leur contexte archéologique, ce qui diffère de trouvailles anciennes comme la Grande mosaïque de chasse de Lillebonne. Les matériaux étudiés ne sont pas uniquement locaux et laissent envisager la présence d'artisans éduens.

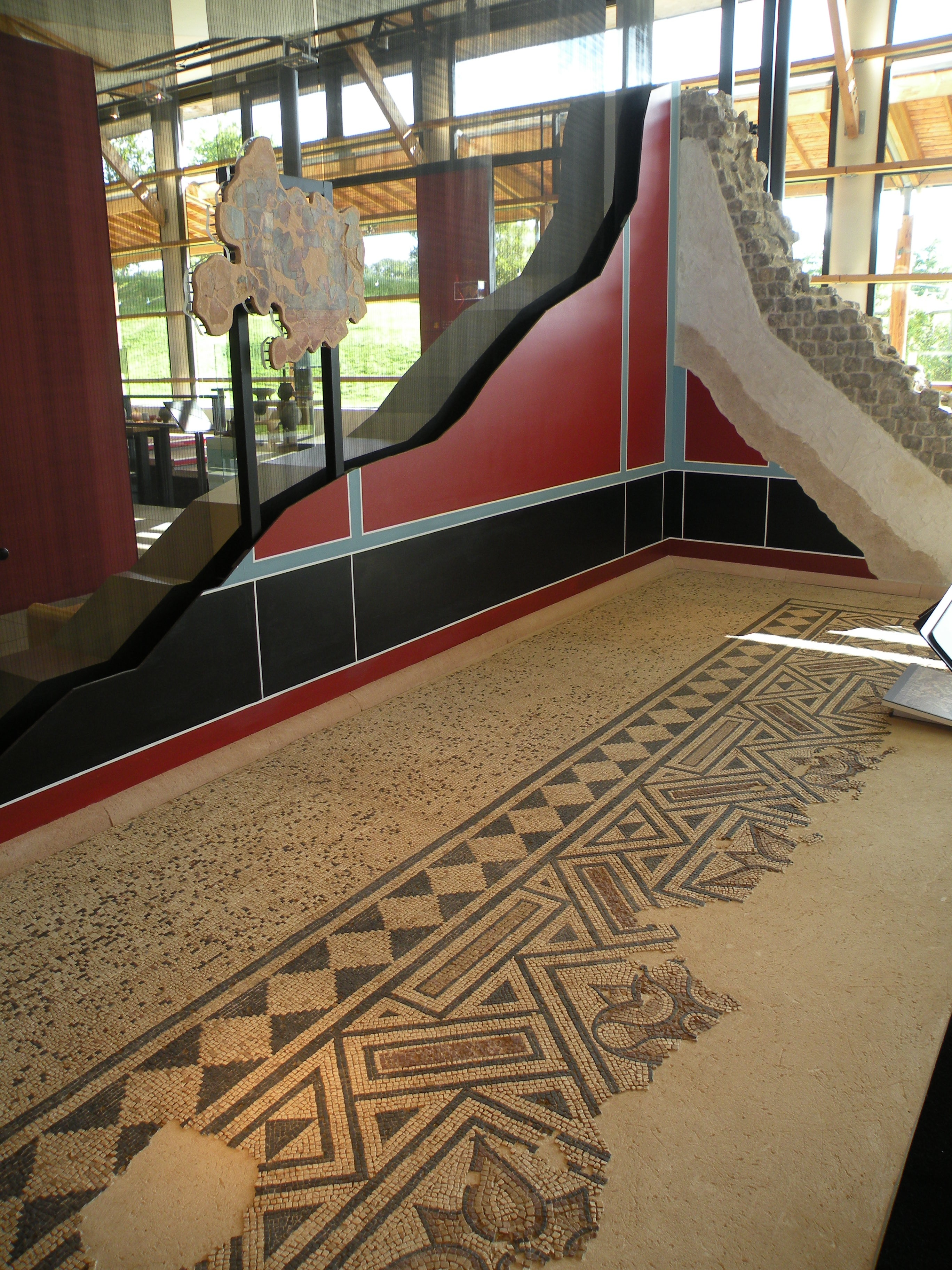
Mosaïque et reconstitution des décors des murs.

Une des mosaïques a été détruite aux trois quarts lors du percement de la maison par le cardo III et devait à l'origine mesurer près de 12 m2. Son dessin géométrique comportait des bandes obliques, des carrés droits ainsi que des carrés sur la pointe munis d'un décor floral, avec un fleuron à quatre pétales sur les uns et une croix bulbeuse sur les autres. Ce type de composition a déjà été observé en Germanie supérieure et daterait de la dynastie des Sévères.
Une autre pièce située au sud de l'édifice et ayant possédé un hypocauste a livré des fragments d'une mosaïque dont le motif, répandu à Vienna, a pu être en partie reconstitué. Le fond comportait des motifs de nids d'abeille et des hexagones, de petite et grande taille. Les archéologues ont également retrouvé des tesselles en pâte de verre et des fragments de « motifs figurés » qui remplissaient les hexagones.
Deux fragments d'une mosaïque ayant succédé à cette œuvre ont été retrouvés lors des fouilles du XIXe siècle et sont conservés au musée de Normandie. D'autres tesselles ont été exhumées en 1990 et datent probablement de la Maison à la mosaïque en damier.

#### Décor architectural
La salle d’apparat, la cour et le jardin étaient richement décorés et toutes les sculptures étaient réalisées en pierre de Caen.

##### Colonnes de la galerie de façade
Les colonnes de la galerie de façade étaient lisses et possédaient une base attique, leur taille variant en fonction de l'inclinaison du sol. La galerie avait pour fonction de soutenir un étage et date vraisemblablement de la Maison au petit péristyle.
L'entrée de la maison possédait deux colonnes géminées.

##### Piliers

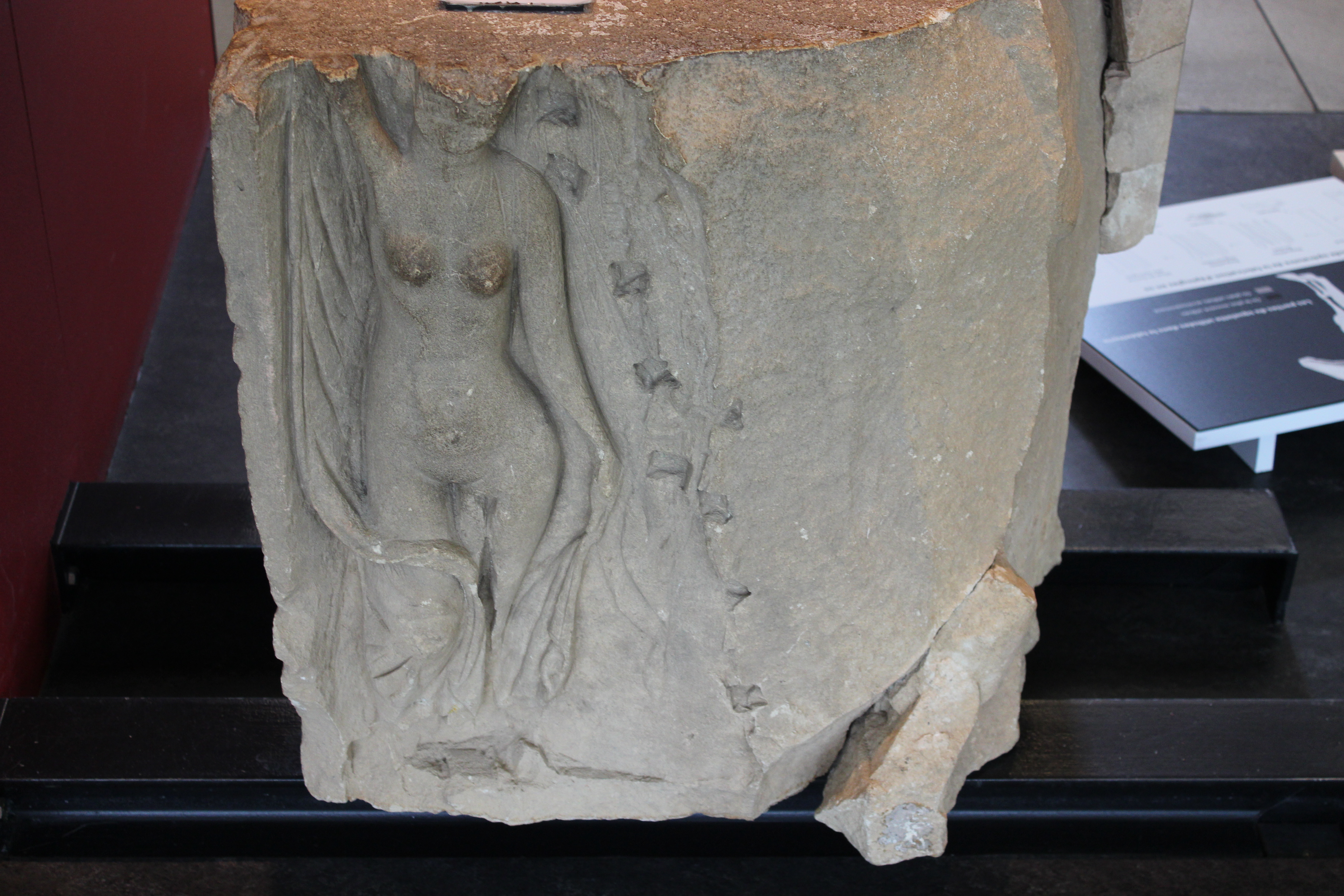
Face est du pilier sud-est : relief de Vénus anadyomène au musée de Vieux.

L'entrée de la maison s'ornait d'un décor sur piliers partiellement conservés et datant de l'apogée monumental de l'édifice.
Le portique, d'une hauteur estimée à 4,50 m, présentait un décor en bas-relief sur deux de ses faces, que les fragments retrouvés ne permettent toutefois pas de reconstituer. Les piliers portaient une cinquantaine de scènes, probablement liées à la mythologie et à l'idéologie impériale. Cependant, les vestiges conservés ne permettent pas de corroborer cette hypothèse. Seuls quelques indices retrouvés au cours des fouilles permettent d'établir des hypothèses quant aux scènes représentées. Ont ainsi été découverts : un fragment avec une fleur et des griffons affrontés, attribut d'Apollon et de Dionysos et « gardiens domestiques », des divinités incertaines (Apollon ou Diane), ainsi que Marsyas, un putto, etc.. Les propriétaires étaient peut-être également représentés sur les piliers. Une Vénus anadyomène a été identifiée sur un bloc de 600 kg. Un personnage situé à sa gauche a disparu à la suite d'« un prélèvement assez soigneux ».

##### Cour et jardin

###### Colonnes du péristyle
Les fouilles ont permis de dégager des éléments de décoration exceptionnels, tels que des colonnes ciselées de motifs végétaux, des piliers ornés de bas-reliefs et des mosaïques. Il existe une continuité entre les piliers sculptés du vestibule et les colonnes du portique, « cœur de la domus ». Les colonnes du péristyle proviennent de deux étapes de la construction : des fleurs inscrites dans des losanges pour les plus anciennes et imbriquées pour celles de l'extension, les deux types étant alternés. Les colonnes appartiennent à l'ordre toscan provincial et mesurent environ 2,70 m.
Les colonnes sont pourvues de motifs habituellement liés, selon les spécialistes, à des bâtiments publics. Certains décors de ciselure et d'imbrication sont répandus surtout dans ce cadre. Les colonnes de la maison ont pu être rapprochées de celles des thermes de la ville. Certaines colonnes possèdent un décor de feuillage stylisé « extrêmement répandu », d'autres un décor de losanges avec des motifs végétaux et des feuilles d'acanthe. Ces dernières sont très rares, seuls quatre cas d'usage de ce décor sont connus en Gaule ou en Germanie, datant de la Maison au petit péristyle : ce décor est originaire d'Orient et se répand en Gaule au IIe siècle et IIIe siècle. L'usage dans des maisons est attesté à Rouen et à Bourges afin de leur « conférer un caractère plus solennel ».
Les colonnes possèdent une rainure sur les côtés opposés, identifiée comme étant « un système d'obturation du portique par des panneaux de bois » afin de prendre en compte les contraintes climatiques locales et l'extension de l'ouverture lors de l'élaboration de la maison au grand péristyle. Cet aménagement est attesté également en Italie dès le milieu du Ier siècle.

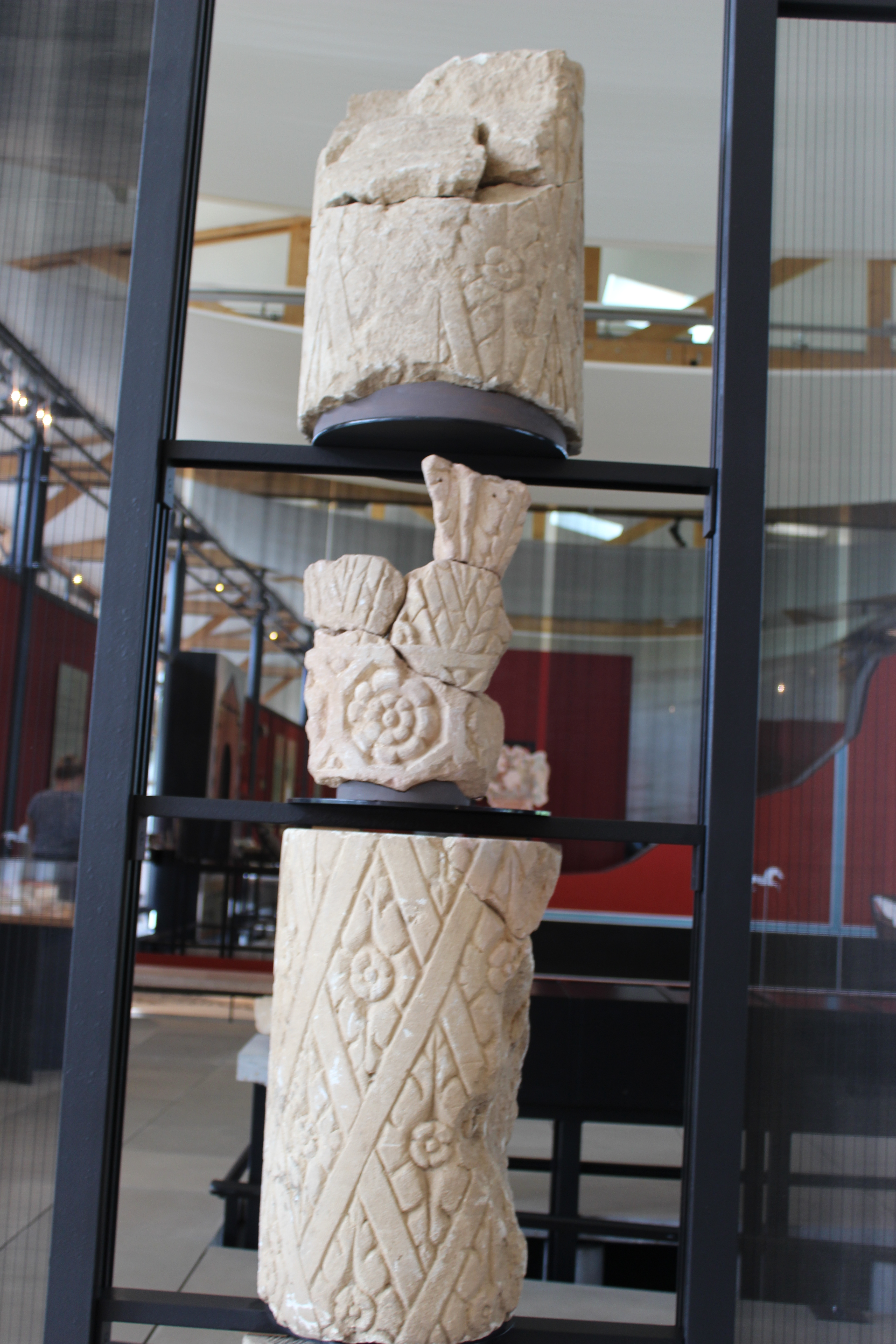
Une des colonnes du péristyle avec décor végétal dans des losanges.
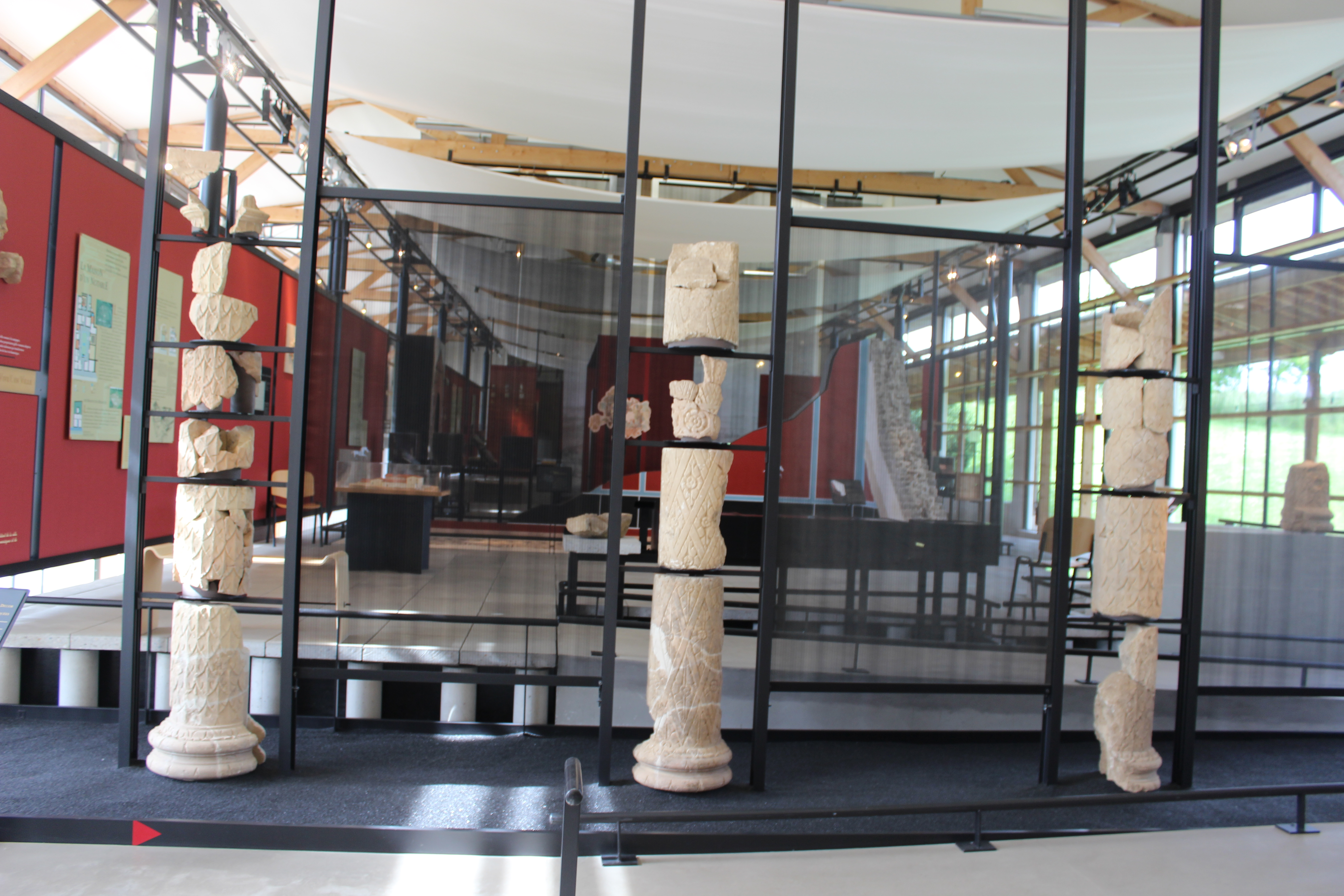
Trois colonnes du péristyle.
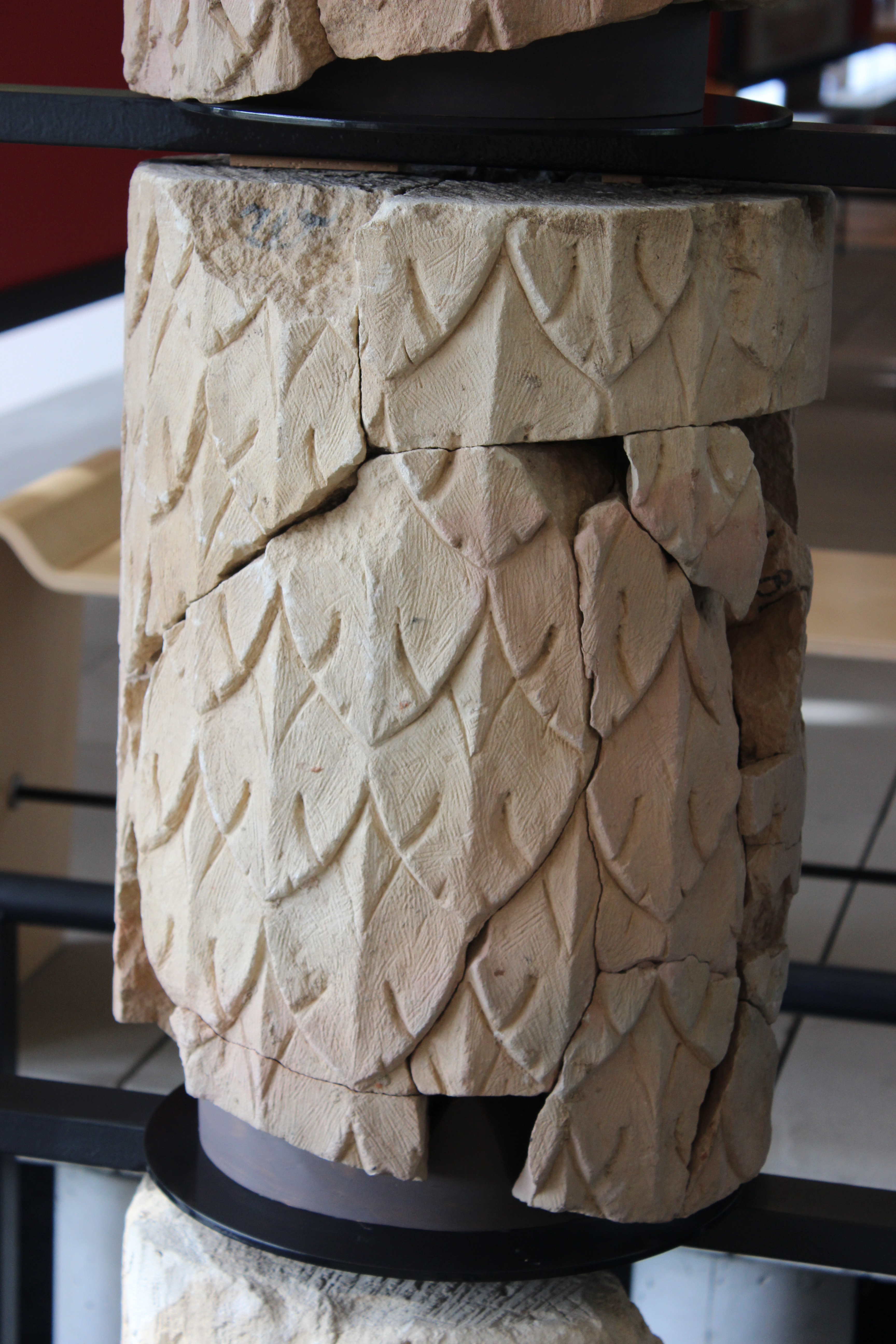
Une des colonnes du péristyle avec décor de feuillage.

###### Jardin central

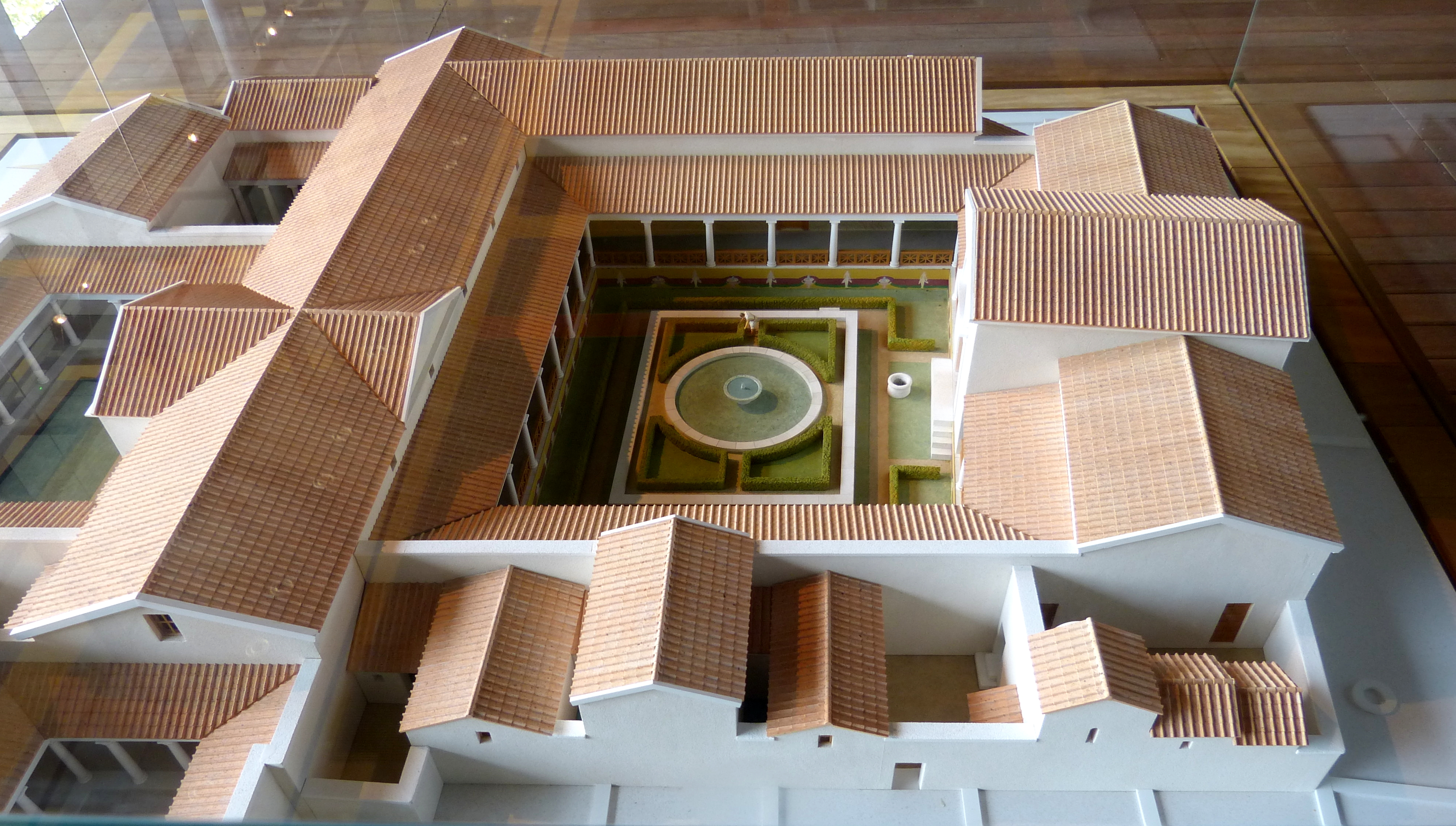
Maquette de la maison des Bouquets de Vesunna, actuelle Périgueux.

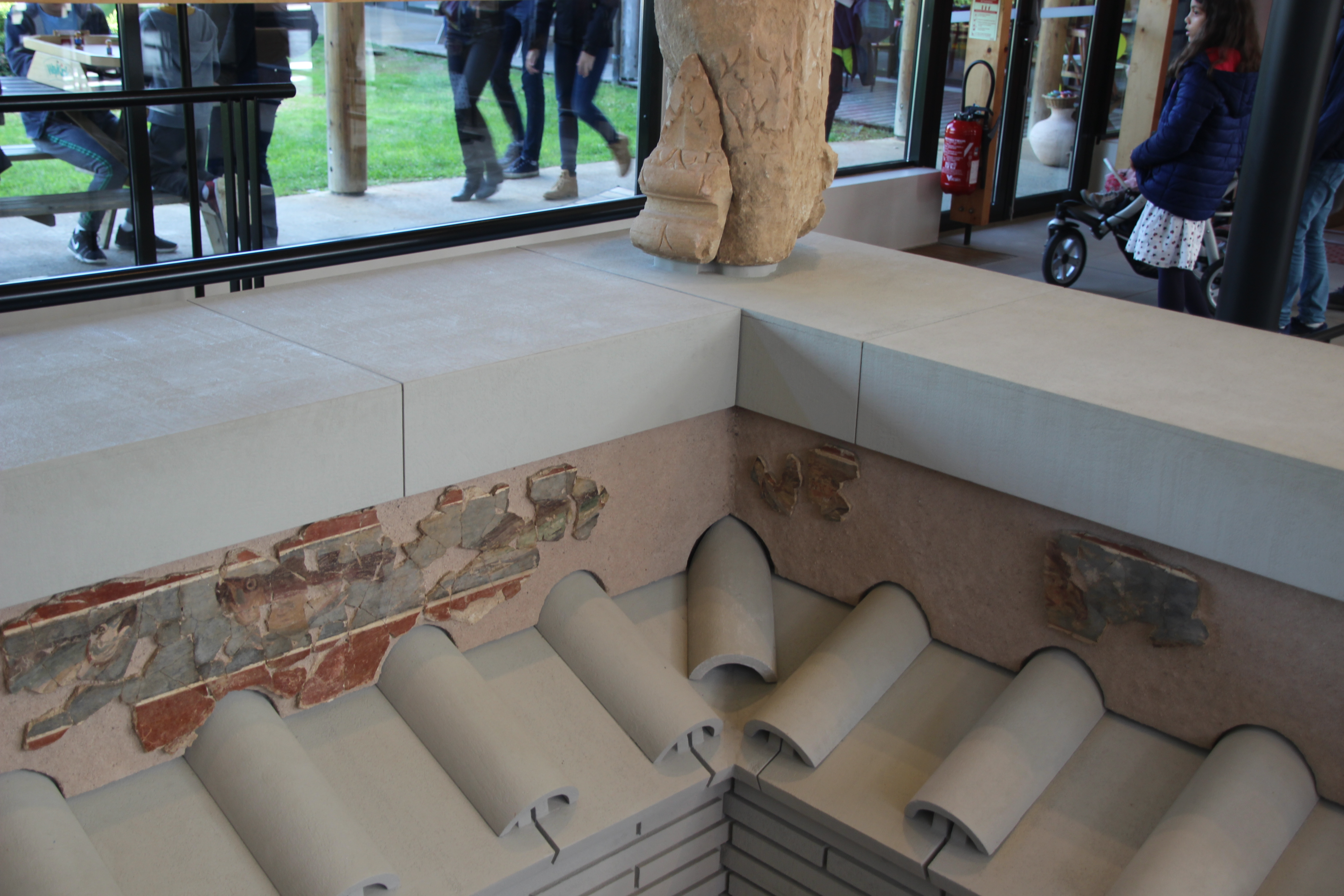
Fresque du bassin périphérique au musée archéologique de Vieux-la-Romaine.

La fouille n'a pas permis d'identifier les végétaux présents dans le jardin.
Un bassin périphérique en brique, mortier et blocage, apparenté aux « modèles italiques tardo-républicains », a été retrouvé et possédait probablement un système de jets d'eau composé de tuyaux de plomb. Une frise à motifs de poissons orne trois des côtés, suscitant « une illusion de faune aquatique ». Une faune de poissons similaire est connue dans la domus des Bouquets-Vesunna de Périgueux, et une fresque ichtyene a également été retrouvée à Lisieux.
Un bassin central polylobé, d'environ 2 m sur 3,60 m, a été dégagé et comportait des absides tant sur les longs que sur les petits côtés. Sa hauteur originelle n'est pas connue. Une fontaine alimentée par un conduit placé à l'est se trouvait sans doute à cet endroit, selon un modèle connu dans des maisons de Pompéi (la Maison de la grande fontaine ou celle de Méléagre). L'alimentation en eau était située au nord-est. Des fragments sculptés de putto et d'animaux étaient alors peut-être reliés à la fontaine sculptée.

##### Colonnes du laraire et du balcon
Deux paires de colonnes ont été retrouvées, liées selon les fouilleurs à un balcon ou une galerie de l'étage, une d'environ 3,40 m et l'autre de 2,40 m environ. Les colonnes les plus hautes comportaient des génies végétaux.

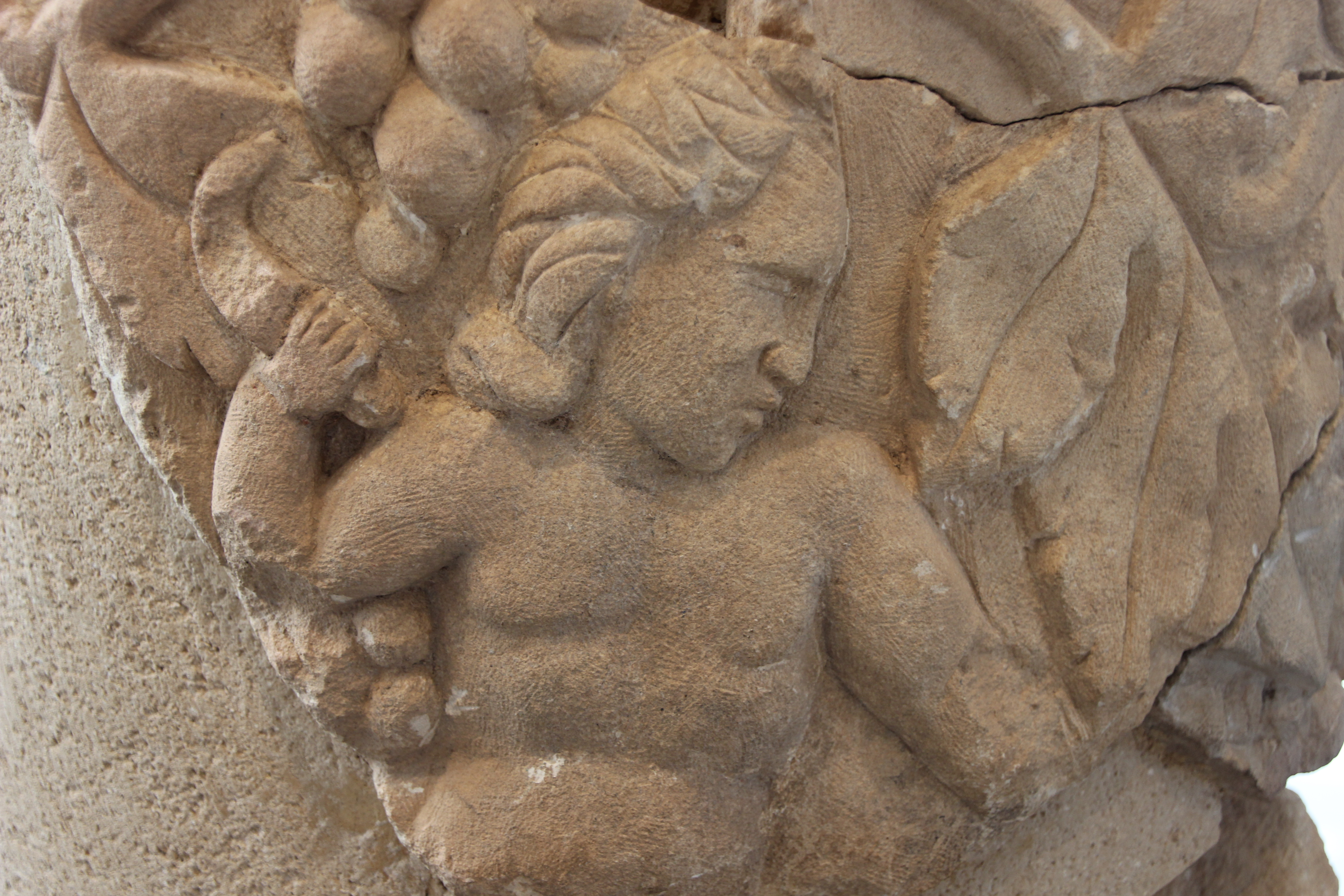
Sculpture d'un personnage avec une serpe de vigneron.

Ces colonnes sont pourvues d'un riche décor de rinceaux de vigne et d'animaux et personnages dionysiaques : il avait un rôle ornemental et se trouvait aussi dans les édifices publics, temples ou autres.
Sur une des colonnes se trouve un visage végétal avec des lièvres et des serpents dans les cheveux, sur un décor de personnages, de feuilles de vigne et de grappes de raisin. Il y a un personnage muni d'une serpe de vigneron, un satyre et un Amour.
Les autres colonnes, les moins hautes, sont d'« une qualité nettement supérieure » : on trouve deux boucliers d'Amazones et un motif de vigne sortant d'un canthare, avec des personnages et des oiseaux, ainsi que trois représentations de satyres, mais sous forme humaine, dont l'un sous la forme d'Hercule au jardin des Hespérides, avec le serpent Ladon et un pied de vigne à droite,.

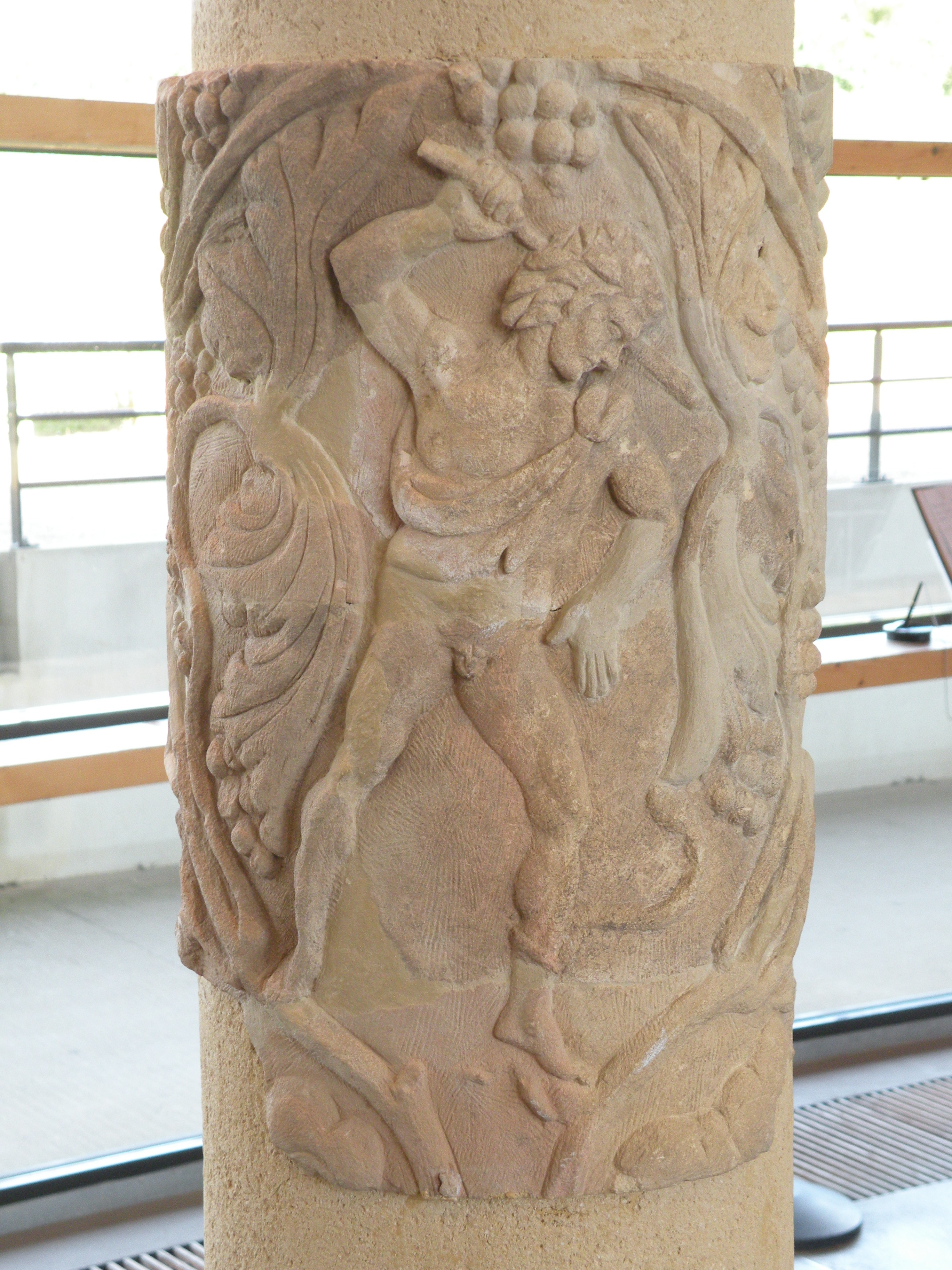
Colonne avec représentation d'Hercule au jardin des Hespérides.
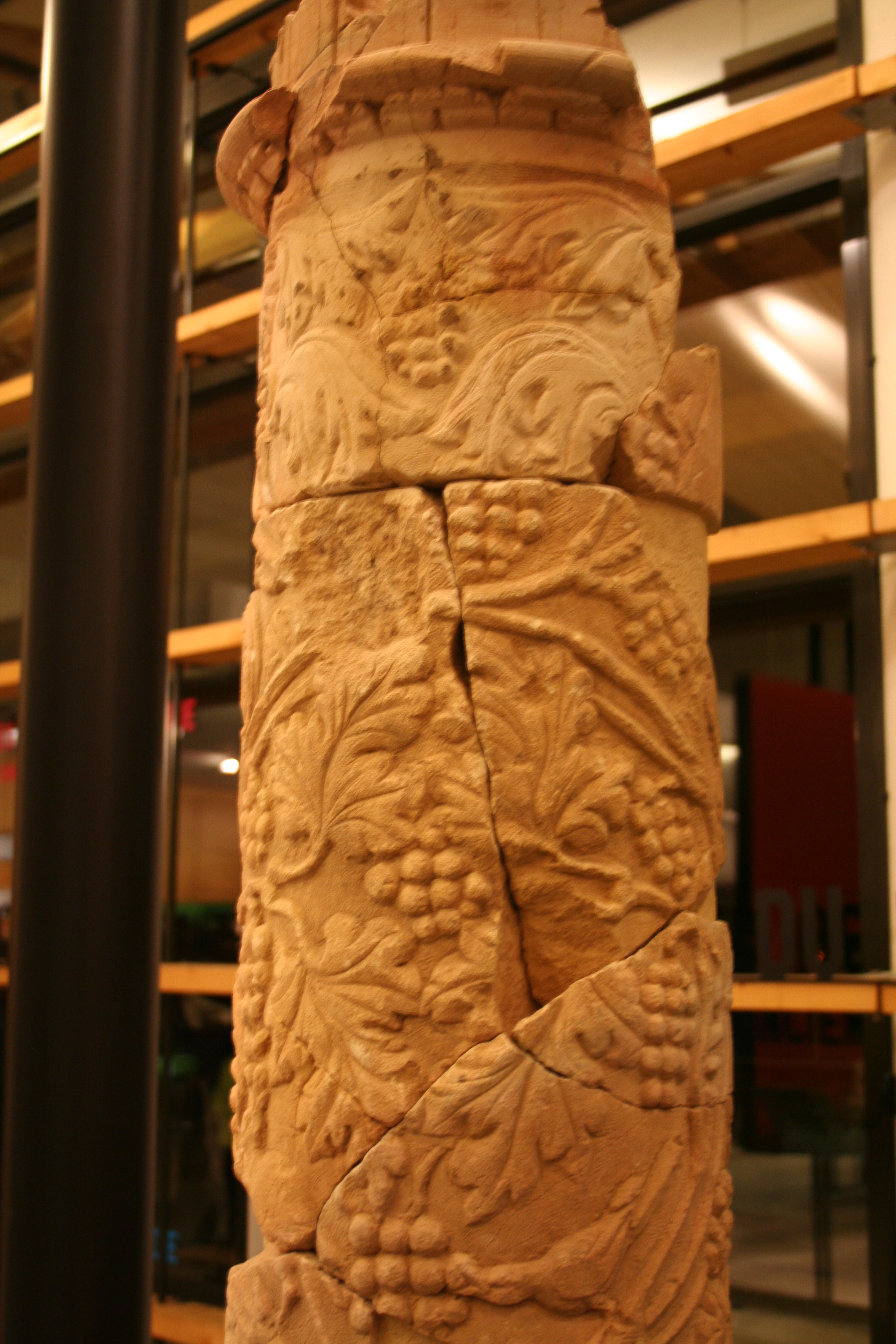
Colonne aux motifs bacchiques (vigne et raisins) remontée pour partie au musée archéologique de Vieux-la-Romaine.
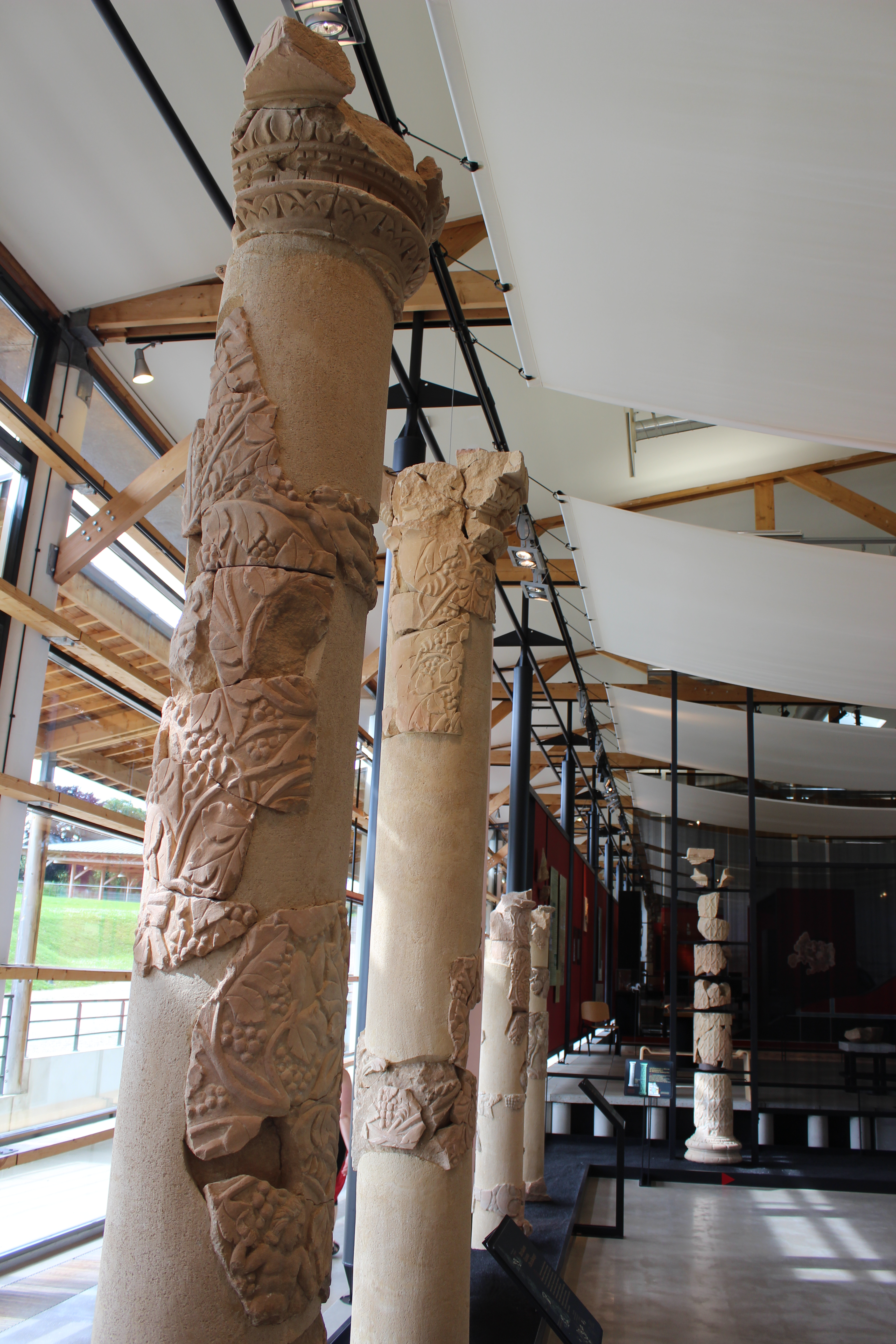
Série de colonnes à motifs bacchiques.

#### Mobilier statuaire
Le site a livré des reliefs bacchiques mais également une statue exceptionnelle de Tutela, en plus de statuettes en terre-cuite blanche plus communes exhumées lors des fouilles.

##### Statue diteTutela

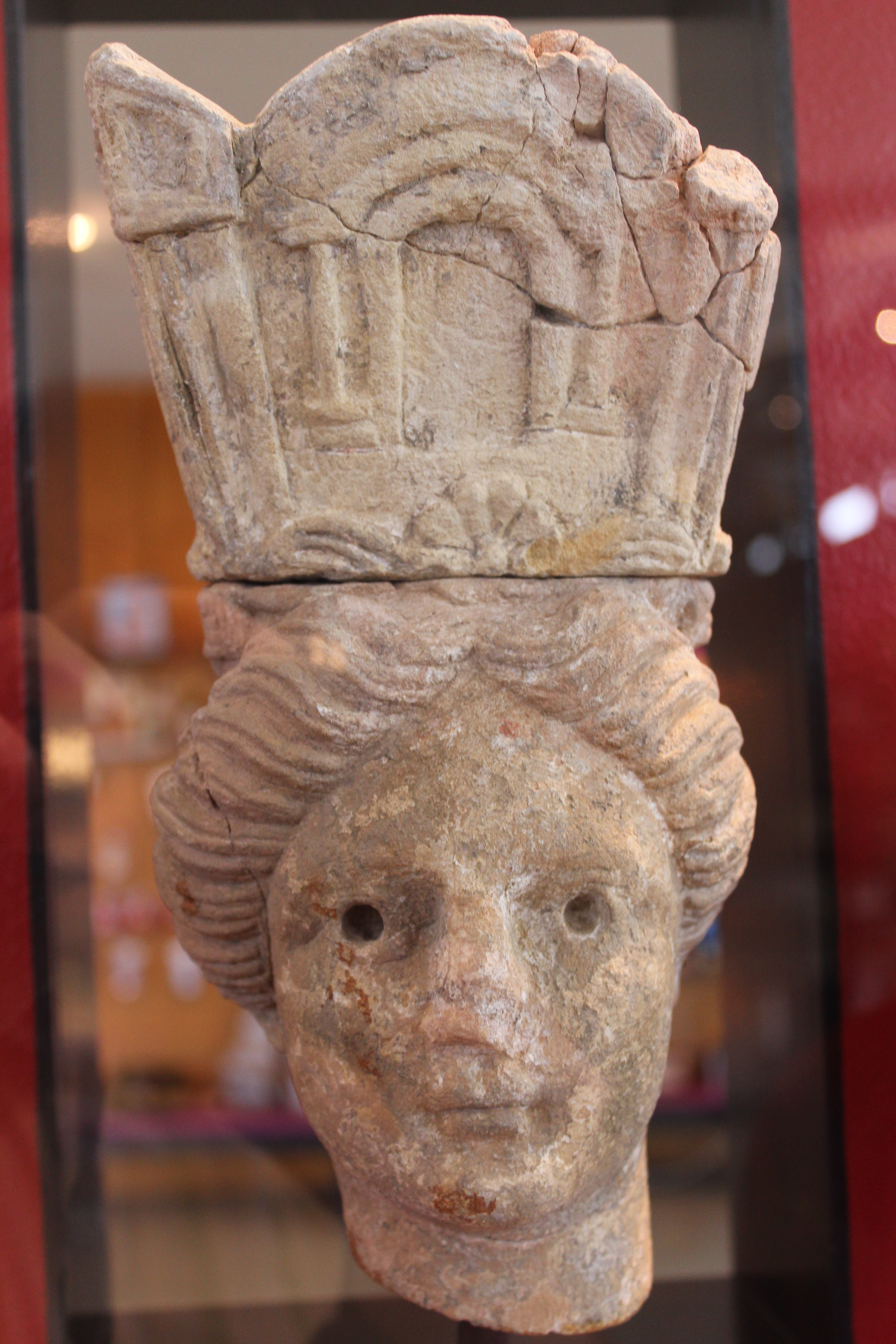
La Tutela de Vieux-la-Romaine, symbole de la cité selon les archéologues, trouvée dans les fouilles de la demeure.

La statue dite Tutela a été découverte au cours des fouilles de la salle d'apparat située au rez-de-chaussée de l'aile occidentale. Six fragments dont cinq identifiables ont ainsi été découverts dans une couche correspondant à l'incendie qui ravagea la maison à la fin du IIIe siècle. L’œuvre, réalisée en calcaire local, de la pierre de Caen devait mesurer 1,10 m et comporte, au niveau de la tête, des traces de polychromie. L’œuvre a peut-être été sculptée par les mêmes artistes qui ont réalisé les piliers d'entrée de la demeure.
Le personnage féminin, vêtu d'une tunique et d'un manteau, tient une corne d'abondance de la main gauche et une patère de la main droite. Elle porte sur la tête une couronne pourvue de tourelles et sur la face antérieure une représentation d'arc de triomphe ou de porte de ville. La coiffure correspond à une mode capillaire attestée au cours du règne des Antonins et que l'on peut observer sur les bustes de Faustine la Jeune ou Bruttia Crispina.
Les archéologues identifient la statue comme une Fortuna ou Tyché, génie du lieu, ou Tutela : la divinité civique est liée au culte impérial. La présence d'une telle représentation dans la maison d'un membre de l'élite locale est « naturelle et plausible », d'autant plus dans un salon officiel ; elle sous-entend que le lieu avait une fonction publique, donnant corps à « l'officialisation du décor ».

##### Autres éléments

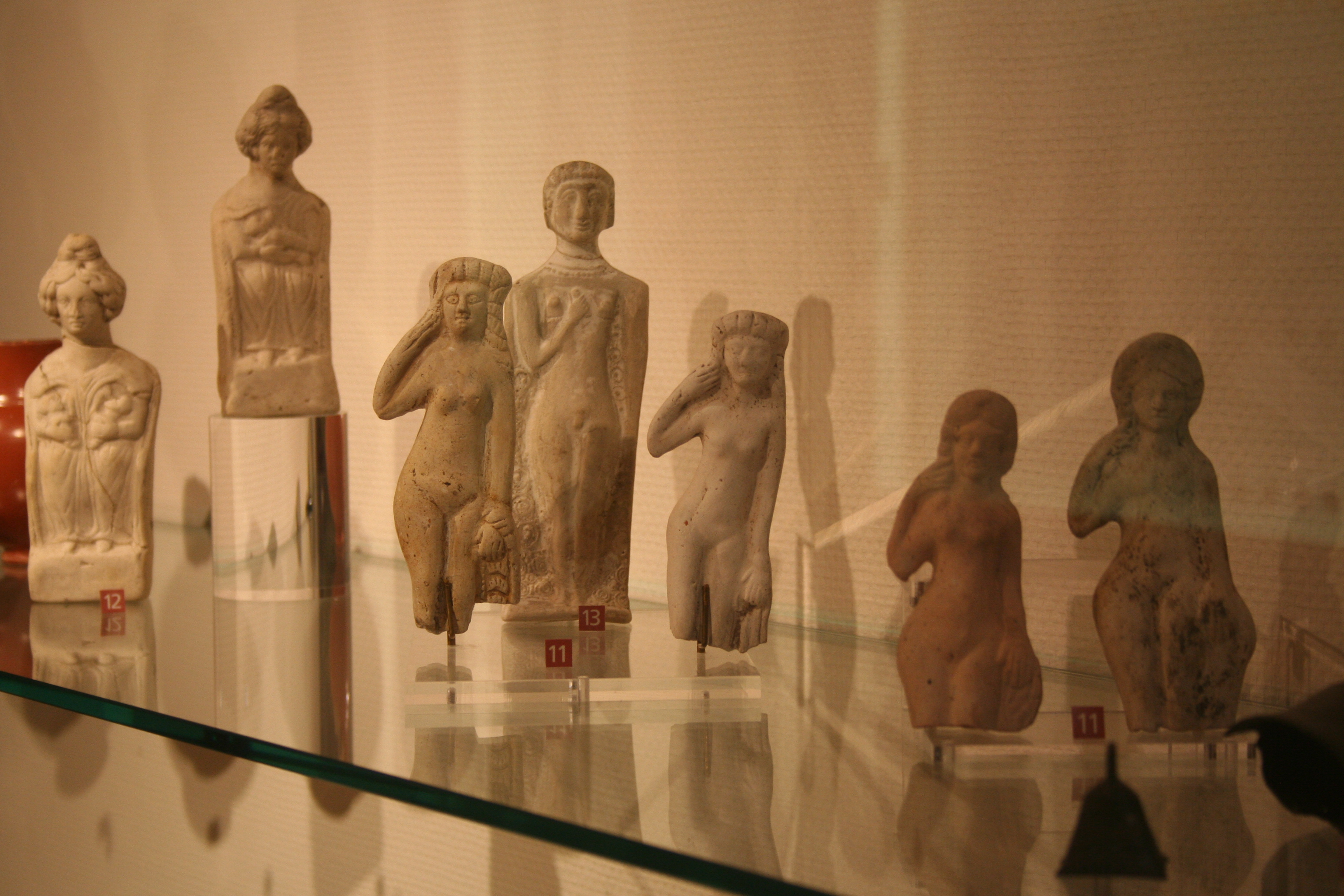
Statuettes de Vénus et de déesses-mères en terre-cuite blanche au musée de Normandie (image d'illustration).

Les archéologues ont retrouvé des fragments d'éléments de mobilier ayant pu appartenir à un laraire : des statuettes de terre cuite blanche d'un modèle assez commun, une Vénus et une déesse-mère.

## Interprétation

### Témoignage de l'acculturation des élites locales

#### Témoignage de la romanisation
Ce type de maison à péristyle, peu adapté à certaines contrées, y est rare et lié à la romanisation. La maison témoigne de l'« universalité du type à péristyle en Gaule », même si des adaptations rendues nécessaires par « le climat normand » sont à souligner.
Les fouilles ont mis en évidence une demeure typiquement méditerranéenne prouvant l’assimilation de l’architecture romaine par les Gaulois du nord et leur « intégration à l'élite de la civilisation romaine », qui tend vers « une uniformité de pensée et de comportement ». Elle est un indicateur de la romanisation et de l'« uniformité culturelle » existante à la fin des Antonins, ainsi que de la brève période d'apogée qui s'étend jusqu'aux Sévères.

#### Témoignage d'un habitat non exceptionnel fouillé entièrement

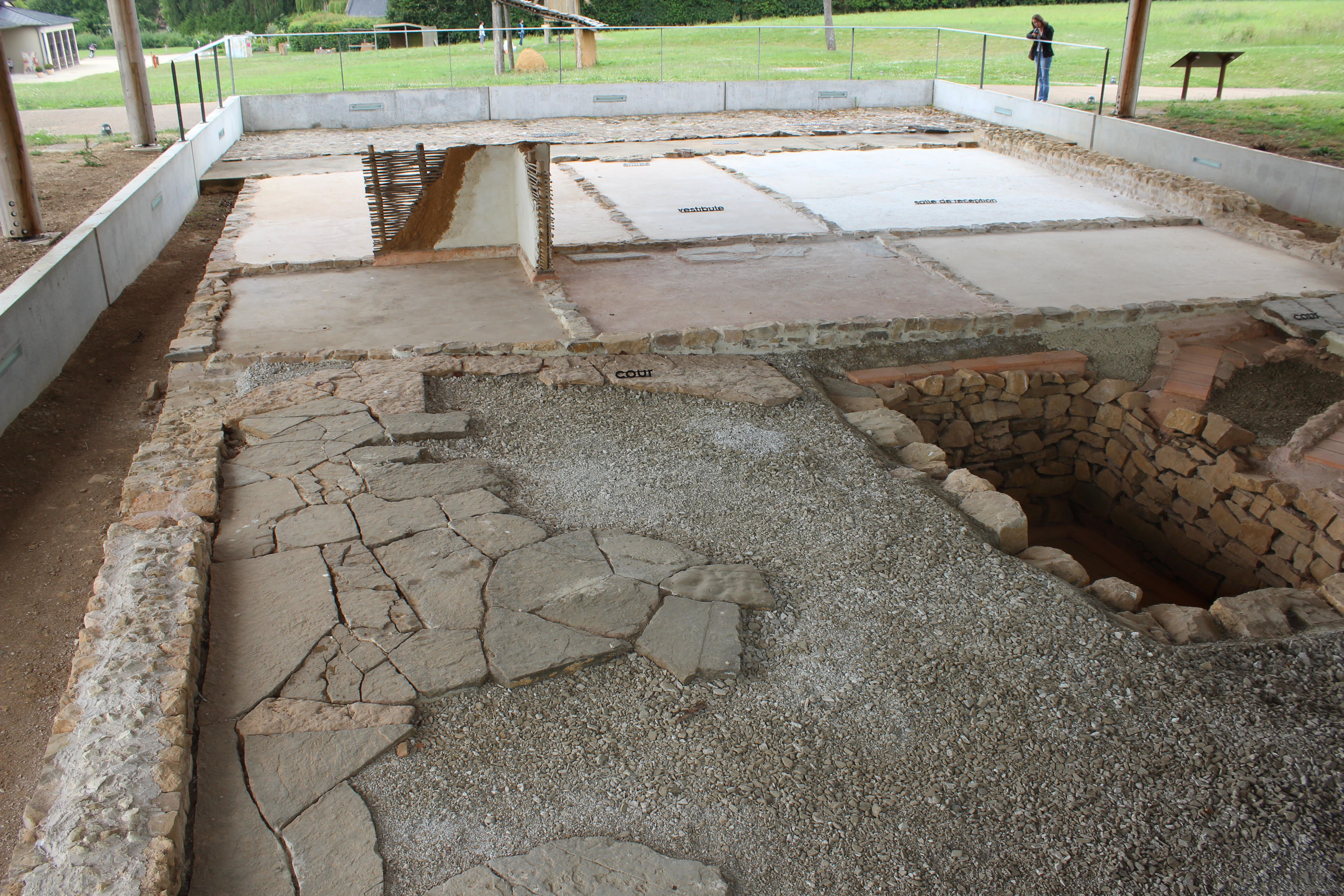
Vue générale de la Maison à la cour en U, également sur le site archéologique de Vieux.

L'édifice est « un cas moyen » de maison urbaine, « assez représentatif » de ce qu'on pouvait trouver dans l'habitat des élites. Elle est selon le fouilleur « représentative des grandes demeures aristocratiques provinciales […] et [présente] un caractère ostentatoire très affirmé ».
La maison n'est pas caractéristique autres demeures du site, où prédomine un habitat plus modeste représenté par la maison à la cour en U, fouillée dans les années 1990 et mise en valeur sous un préau in situ, à proximité immédiate du musée archéologique de Vieux-la-Romaine.
La domus a été entièrement fouillée, ce qui est exceptionnel pour ce type d'habitat, surtout au nord de la Gaule. La disparition du caractère urbain du site a permis la préservation des vestiges puis d'y accéder aisément, et ces fouilles ont beaucoup apporté à la connaissance de l'histoire et de la topographie de la ville.

### Espace de représentation

#### Manifestation ostentatoire de la richesse du propriétaire
Les maisons à péristyle sont surtout situées dans les chefs-lieux de cités. Ce type de demeure est le cadre de la vie des élites tant pour l'otium que pour le negotium. Le propriétaire, qui occupait « une place de choix dans la cité », recherchait l'ostentation, et ce dès l'extérieur de la demeure, avec la colonnade et l'entrée aménagée telle une porte de ville.
Les décors sculptés, les mosaïques, les marbres et stucs ainsi que les enduits peints vont dans le sens d'une demeure aménagée « sans viser à l'économie ». Le décor est proche de ce qui se trouve en Gaule belgique ou lyonnaise ; cette richesse du décor est peut-être « une particularité des Trois Gaules et non un mode d'expression universel ». L'origine des artisans ne peut être connue : seule a pu être déterminée l'origine bourguignonne des auteurs des mosaïques par l'analyse des matériaux utilisés. Quant aux stucs en relief, ils sont présents dans les pièces les plus importantes de la demeure ; certaines pièces de moindre importance étaient peu ou pas décorées. Les enduits peints à thème mythologique sont rares en Gaule et les pigments utilisés à Vieux étaient coûteux.

#### Affirmation d'un message politique, culturel ou religieux
La maison joue un rôle dans « l'affirmation d'un statut social, au sein même de la sphère privée » : le propriétaire souhaite ainsi faire passer aux visiteurs « un message politique, culturel ou religieux ».

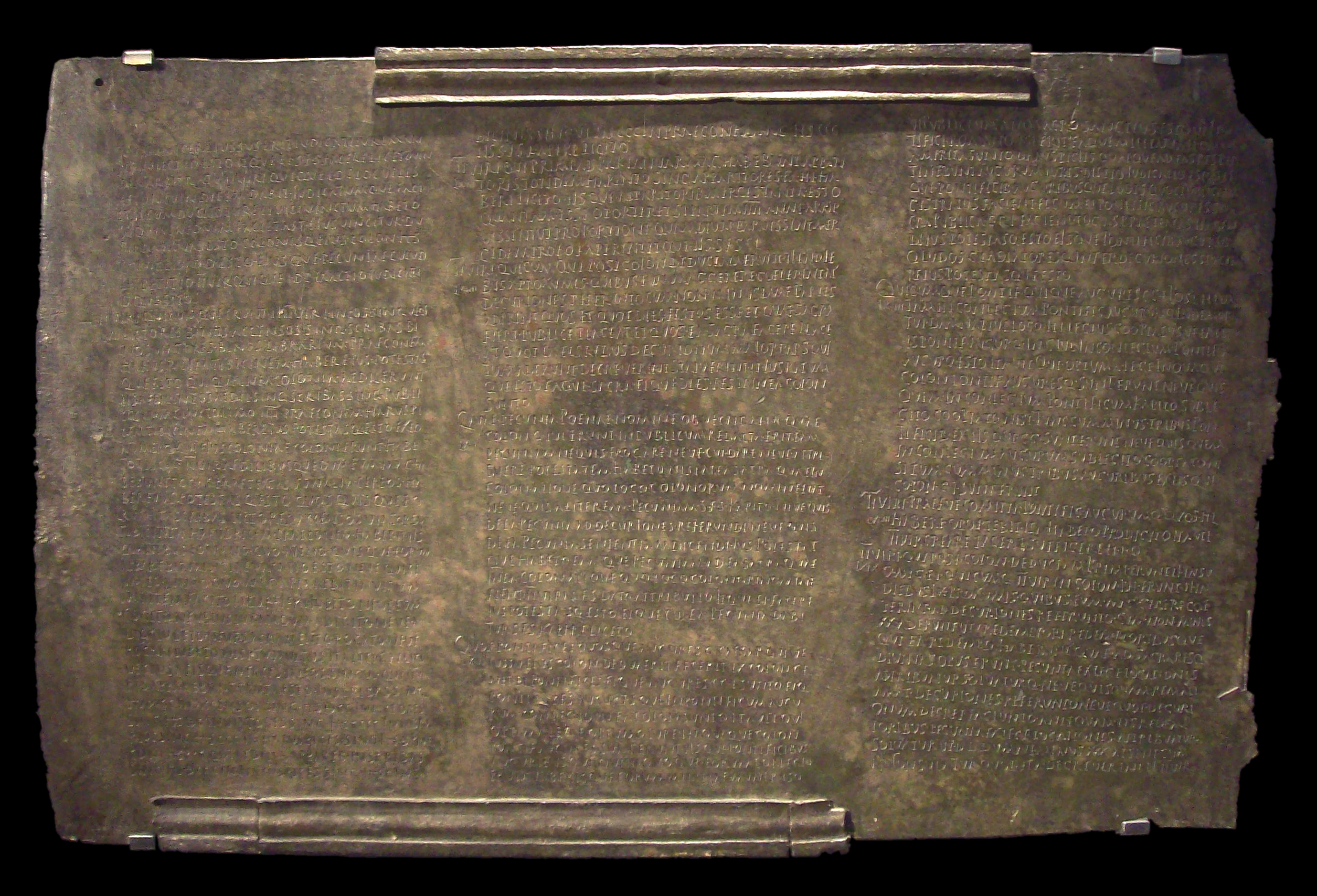
La table de la Lex Ursonensis au musée archéologique national de Madrid.

Selon la Lex Ursonensis, les décurions devaient habiter le chef-lieu, même s'il existait de grandes disparités de richesse dans l'ordre décurional. La possession d'une telle maison correspondait alors à une « manifestation de la dignitas », « forme consciente d'ostentation », permettant d'accéder aux fonctions publiques, génératrices de dépenses élevées.
Le décor mis en scène dans la demeure n'a pas qu'un but esthétique, il est lié à « l'expression et […] l'exercice du pouvoir », d'où une proximité avec ce qu'on trouve dans les bâtiments publics. Cet aspect est commun à tout l'Empire romain, et l'usage dans l'architecture domestique de formes ou décors architecturaux officiels — édifices civils ou religieux, dans les espaces publics — est une manifestation de « puissance politique ». Cependant, le rôle politique des maisons à péristyle est moins bien documenté pour l'Empire que pour la fin de la République romaine ; la manifestation architecturale du pouvoir et du rang social perdure malgré tout sous l'Empire, même si la finalité est un pouvoir régional ou local. La maison à péristyle de Vieux a donc joué un rôle politique, même s'il s'agit d'un exemple tardif.
Le décor dionysiaque retrouvé est « de très bonne qualité » pour un site du nord de la Loire, même s'il reste inférieur à ce que l'on trouve en Italie. Le décor chargé des colonnes est « une caractéristique provinciale », la thématique bacchique ayant surtout un rôle symbolique et iconographique. L'inspiration dionysiaque est peut-être liée à un aspect religieux ou social, ou les deux car le culte dionysiaque est la « religion de la classe possédante » à partir du règne de Trajan. Le thème avec son esthétique connaît alors un grand succès en Gaule Lyonnaise. Les éléments retrouvés à Vieux permettent de considérer le site comme suivant « une mode générale » et la maison présente un décor typique des maisons les plus riches.
L'édifice acquiert un « caractère grandiose et officiel », « la maison est […] un instrument de pouvoir et de promotion personnelle permettant d'afficher sa richesse et sa puissance sociale et politique ». La maison de Vieux, tardive car datée de la fin du IIe siècle, représente finalement un exemple du mode de vie des élites provinciales.

#### Ouvrages généraux ou sur l'espace de la future Normandie
- Catherine Balmelle et Jean-Pierre Darmon, La mosaïque dans les Gaules romaines, éditions Picard, 2017 (ISBN 978-2-7084-1031-2, BNF 45396968).
- Alix Barbet, « À la recherche de l'architecture et de son décor en Gaule romaine », Revue archéologique, vol. 2, no 54,‎ 2012, p. 297-312 (lire en ligne ).
- Guillaume Blanchet, « Vie et survie du petit numéraire dans le nord de la Gaule : l’exemple des découvertes de la domus au Grand péristyle de Vieux-la-romaine (Calvados) », dans Produktion und Recyceln von Münzen in der Spätantike / Produire et recycler la monnaie au Bas-Empire, 29, Verlag des Römisch-Germanischen Zentralmuseums, RGZM-Tagungen, 2016 (ISBN 978-3-88467-270-9, SUDOC 195225368, lire en ligne ), p. 83-96.
- Élisabeth Deniaux, « la conquête et l’intégration à l’Empire romain », dans La Normandie avant les Normands, Rennes, Ouest-France, 2002 (ISBN 2-7373-1117-9, BNF 38892541).
- Claude Groud-Coudray, La Normandie gallo-romaine, OREP éditions, 2007 (ISBN 978-2-915762-18-1, BNF 41064975).
- Pascal Vipard, Isabelle Fauduet, Brian Graham et Isa Odenhardt-Donvez, « Maison à péristyle et élites urbaines en Gaule sous l’Empire », Gallia, no 64,‎ 2007, p. 227-277 (lire en ligne ).

#### Travaux sur la cité de Vieux ou sur la maison au grand péristyle
- Julien Boislève, « La Maison au Grand Péristyle à Aregenua (Vieux -Calvados), une relecture du programme décoratif peint et stuqué », dans Décor des édifices publics civils et religieux en Gaule durant l’antiquité, Ier-IVe siècle :  peinture, mosaïque, stuc et décor architectonique, Actes du colloque de Caen, 7-8 avril 2011, Chauvigny-Caen, 2011 (lire en ligne ), p. 135-154.
- Éric Delaval, « Vieux / Aregenua (Calvados) », Supplément à la Revue archéologique du centre de la France, no 25,‎ 2004, p. 497-500 (lire en ligne ).
- Michel Rioult et Pascal Vipard, « L'utilisation de la pierre dans la demeure gallo-romaine de Vieux », dans L'exploitation ancienne des roches dans le Calvados : histoire et archéologie, Caen, 1999 (lire en ligne ), p. 188-203.
- Pascal Vipard, « Une statue récemment découverte à Vieux (Calvados) », Gallia, t. 47,‎ 1990, p. 251-255 (DOI 10.3406/galia.1990.2910, lire en ligne , consulté le 5 avril 2020).
- Pascal Vipard, La maison du Bas de vieux : une riche habitation romaine du quartier des thermes d'Aregenua (Vieux, Calvados), Caen, 1998, 125 p. (ISBN 2-9506496-1-0, BNF 37190323).
- Pascal Vipard, « Le rôle du décor dans les parties officielles d'une domus à péristyle du début du IIIe siècle : le cas de la Maison au Grand Péristyle (Vieux, Calvados) », Revue du Nord, vol. 5, no 343,‎ 2001, p. 21-33 (lire en ligne ).
- Pascal Vipard, La cité d'Aregenua (Vieux, Calvados), chef-lieu des Viducasses : état des connaissances, Château-Gonthier, 2004 (ISBN 2-913993-05-2, BNF 38842131).